# 香港已取消巴士路線列表

## 城巴

### 專營權一／專營權三
| 編號      | 路線                                                                    | 取消日期       | 原因／替代路線                                                        |
| --------- | ----------------------------------------------------------------------- | -------------- | --------------------------------------------------------------------- |
| 1M 第1代  | 金鐘（東）↔跑馬地馬場                                                   | 2006年5月17日  | 客量不足，由1號線取代                                                 |
| 3B        | 中環（林士街）↔蒲飛路                                                   | 2015年5月17日  | 配合西港島綫通車，由12線和12M線取代                                   |
| 5         | 摩星嶺↔銅鑼灣（威非路道）                                               | 2015年5月10日  | 配合西港島綫通車，由1號線延長至摩星嶺取代                             |
| 5A        | 堅尼地城↔跑馬地（上）                                                   | 2004年11月28日 | 與1號線合併，編號使用1號                                              |
| 5C        | 西環（石塘咀）→灣仔（盧押道）                                           | 2015年5月10日  | 配合西港島綫通車而停辦                                                |
| 5P        | 堅尼地城→灣仔碼頭                                                       | 2015年5月10日  | 配合西港島綫通車，由18P線取代                                         |
| 5S        | 西營盤（正街）→灣仔（伊利沙伯體育館） 黃泥涌道（樂活道）→西營盤（正街） | 2015年5月10日  | 配合西港島綫通車，由1P線取代                                          |
| 10S       | 堅尼地城↔跑馬地（下）                                                   | 2011年8月1日   | 由1號線和10號線取代                                                   |
| 10X       | 堅尼地城→金鐘地鐵站                                                     | 1999年8月16日  | 由5X線取代                                                            |
| 12S       | 金鐘（西）↔花園道纜車站                                                 | 2004年5月3日   | 客量不足                                                              |
| 19        | 跑馬地（上），大坑道↔小西灣（藍灣半島）                                 | 2022年8月21日  | 由8X延長至跑馬地（上）取代                                            |
| 20R 第1代 | 香港體育館→啟德（沐安街）                                               | 2023年8月19日  | 城巴開辦另一條編號相同的路線                                          |
| 25C       | 灣仔（會展新翼）↺寶馬山                                                 | 2013年7月14日  | 配合路線重組，併入25A線                                               |
| 25R       | 金鐘（東）↔會展新翼                                                     | 2008年9月13日  | 會展新舊翼通道裝修時的臨時代替路線                                    |
| 29R       | 中環碼頭↔海洋公園                                                       | 2006年4月29日  | 客量不足，由629線取代                                                 |
| 37        | 置富花園↔中環碼頭                                                       | 1997年5月5日   | 重組為37A線及37B線                                                    |
| 37M       | 置富花園↔金鐘（西）                                                     | 1997年5月5日   | 重組為37A線及37B線                                                    |
| 47A       | 華富（北）↔金鐘（西）                                                   | 2002年6月9日   | 配合路線重組，與M5合併為新線M47；而特別班次則更改為47P線              |
| 61        | 淺水灣↔中環                                                             | 2008年6月22日  | 客量不足，由6/6X/260取代                                              |
| 61M       | 淺水灣↔金鐘（東）                                                       | 1997年         | 客量不足                                                              |
| 70A       | 中環（交易廣場）→香港仔                                                 | 2022年9月11日  | 併入70P線                                                             |
| 70M       | 華貴↔金鐘（東）                                                         | 2015年5月17日  | 配合西港島綫通車，由70線延長至華貴取代                                |
| 72B       | 香港仔↔銅鑼灣（摩頓台）                                                 | 1994年1月3日   | 客量不足                                                              |
| 73R       | 數碼港→黃竹坑                                                           | 2006年5月19日  | 數碼港活動的臨時路線                                                  |
| 74        | 中環（天星碼頭）↔海洋公園（大樹灣）                                     | 1995年         | 客量不足                                                              |
| 90A       | 中環交易廣場↔鴨脷洲大街                                                 | 1998年11月6日  | 由90C線（第2代）取代                                                  |
| 90C 第1代 | 鴨脷洲大街→堅道                                                         | 1998年7月6日   | 更改編號為93C線                                                       |
| 90P       | 中環交易廣場→鴨脷洲邨                                                   | 2002年7月2日   | 客量不足                                                              |
| 92        | 銅鑼灣↔鴨脷洲邨                                                         | 2012年8月20日  | 客量不足，由592線於平日早上繁忙時間加開鴨脷洲邨特別班次取代           |
| 95        | 鴨脷洲邨↺石排灣                                                         | 2024年4月7日   | 由95C及595線取代                                                      |
| 96        | 利東邨↔銅鑼灣（摩頓台）                                                 | 2023年1月8日   | 南港島綫通車導致客量不足，由99線改道取代                              |
| 97A       | 鴨脷洲大街↔黃竹坑                                                       | 2021年8月30日  | 客量不足                                                              |
| 515       | 北角碼頭／筲箕灣↔山頂                                                   | 2005年4月25日  | 客量不足，由10/720/M722與新巴15線之轉乘優惠取代                       |
| 529       | 筲箕灣↺寶馬山                                                           | 2013年7月14日  | 配合路線重組，併入85線；而上課日特別班次則更改為85A線                 |
| 529P      | 小西灣（藍灣半島）↔寶馬山                                               | 2013年7月14日  | 更改編號為85P線                                                       |
| 629A      | 海洋公園→中環（交易廣場）                                               | 2017年1月11日  | 南港島綫通車導致客量不足                                              |
| 629C      | 海洋公園（正門）↔海洋公園（大樹灣）                                     | 2018年5月18日  | 路線資料在官方網頁及政府憲報被刪                                      |
| 797M      | 將軍澳站↺將軍澳工業邨                                                   | 2023年9月25日  | 客量不足，由793增加繞經百勝角路班次及將軍澳工業邨往健明邨短途分段取代 |
| H1B       | 中環（天星碼頭）↔半島酒店                                               | 2023年7月2日   | 因「光榮告別新巴」活動完結而停駛                                      |
| M5        | 堅尼地城↔中環香港站                                                     | 2002年6月9日   | 配合路線重組，與47A合併為新線M47                                      |
| M16       | 中環三號碼頭↔上環                                                       | 2003年4月18日  | 由中環碼頭至國際金融中心的行人天橋取代                                |
| M47       | 華富（北）↺中環（香港站）                                               | 2014年12月28日 | 西港島綫通車，由43M線取代                                             |
| R592      | 鴨脷洲邨→銅鑼灣（摩頓台）                                               | 2017年2月12日  | 配合南港島綫通車                                                      |

### 專營權二
| 編號                         | 路線                                      | 取消日期       | 原因／替代路線                                                                                            |
| ---------------------------- | ----------------------------------------- | -------------- | --- |
| 52R 第2代 （由新巴聯合派車） | 龍門路（蝴蝶灣公園／屯門龍舟酒店）→屯門站 | 2009年9月20日  | 屯門區「慶祝六十周年國慶綜合表演」及「國慶銀花耀屯門」煙火匯演結束                                        |
| A11T                         | 北角碼頭→機場                             | 2019年12月31日 | 試辦期完結                                                                                                |
| A26P                         | 油塘↔機場                                 | 2023年12月18日 | 配合路線重組，由A26取代                                                                                   |
| A29P                         | 將軍澳站↔機場                             | 2023年12月18日 | 配合路線重組更改編號為A28線及改道後的A26線取代                                                            |
| E11S 第1代                   | 銅鑼灣（摩頓台）→東涌站                   | 1998年9月28日  | 由N11取代                                                                                                 |
| E22B                         | 寶琳站↔機場博覽館                         | 2011年9月26日  | 配合路線重組，由E22A與E22P及新設的A29取代                                                                 |
| E23P                         | 彩虹→機場地面運輸中心                     | 2009年1月5日   | 配合路線重組，由E23與E22P八達通轉乘優惠取代                                                               |
| N21D                         | 迪士尼樂園↔旺角                           | 2005年11月17日 | 由迪士尼員工巴士取代                                                                                      |
| N22                          | 機場↔尖沙咀碼頭                           | 1999年12月20日 | 配合城巴機場巴士路線重組，由城巴N21線取代                                                                 |
| P12                          | 小西灣藍灣半島↔機場                       | 2005年4月25日  | 客量不足，由A12特別班次，並增加八達通轉乘優惠取代                                                         |
| P21                          | 紅磡車站↔小蠔灣                           | 2006年12月4日  | 客量不足                                                                                                  |
| P22                          | 機場一號客運大樓→機場二號客運大樓         | 2007年5月12日  | 客量不足，由機場管理局免費穿梭巴士取代                                                                    |
| R21                          | 迪士尼樂園↔紅磡海逸豪園                   | 2008年9月1日   | 客量不足，由R11線改經旺角、油麻地及紅磡海底隧道，以及R8線轉乘A11線／A21線／E21線／E21A線取代              |
| S1 第1代                     | 東涌市中心↔赤鱲角機場建築工地             | 1998年6月21日  | 機場啟用                                                                                                  |
| S51                          | 東涌地鐵站↔機場客運大樓                   | 1999年6月20日  | 機場路線重組，由城巴與龍運巴士聯營的S1線取代                                                              |
| S53                          | 赤鱲角碼頭↔機場客運大樓                   | 2002年12月7日  | 1999年6月20日一度因機場路線重組取消，由現時已取消的S55P線取代；2001年重開，但後因赤鱲角碼頭永久封閉而取消 |
| S54                          | 赤鱲角碼頭↔飛機維修區                     | 1999年6月20日  | 機場路線重組                                                                                              |
| S55                          | 赤鱲角碼頭↔機場貨運區                     | 2001年         | 客量不足，由E21線增設雙向分段收費取代                                                                     |
| S55P                         | 赤鱲角碼頭↔機場客運大樓                   | 2001年         | 由已取消的S53線取代                                                                                       |
| S56A                         | 東涌新發展碼頭←→機場（客運大樓）          | 2009年2月23日  | 由S56線特別班次取代                                                                                       |
| X11 第1代                    | 銅鑼灣↔青嶼幹線                           | 1997年12月14日 | 青嶼幹線剛落成時的不停站遊覽線                                                                            |
| X21 第1代                    | 大角咀↔青嶼幹線                           | 1997年12月14日 | 青嶼幹線剛落成時的不停站遊覽線                                                                            |
| X11 第2代                    | 機場博覽館→銅鑼灣                         | 2008年8月6日   | 由機場博覽館加開A11及A21的特別班次取代                                                                    |
| X21 第2代                    | 尖東站↔機場博覽館                         | 2011年1月3日   | 由A21取代                                                                                                 |
| X22                          | 機場博覽館→藍田站                         | 2008年8月6日   | 由機場博覽館加開A22及A29的特別班次取代                                                                    |

### 固定租賃服務
居民巴士請到#居民巴士路線
| 編號 | 路線                                    | 取消日期      | 原因／替代路線                                                                       |
| ---- | --------------------------------------- | ------------- | ------------------------------------------------------------------------------------ |
| 625  | 沙田站（排頭街）↔沙田馬場               | 待查          | 由陽光巴士接辦。由2008年12月1日起，城巴重新接辦有關服務，但命名為 JC1, JC2, J1X, J2X |
| 626  | 中環（天星碼頭）↔花園道（山頂纜車總站） | 2000年1月1日  | 山頂纜車取消免費巴士服務，由新巴15C線改為全日服務取代                                |
| 627  | 清水灣電視城↔九龍塘站                   | 2003年        | 隨電視城搬遷而停辦                                                                   |
| 630  | 紅磡站↔香港海洋公園                     | 2005年7月1日  |                                                                                      |
| 757  | 啟德機場↔荃灣（悅來酒店）               | 1992年底      | 客量不足                                                                             |
| 801  | 赤柱炮台／中環（天星碼頭）↔石崗軍營     | 最遲於1997年  |                                                                                      |
| 877  | 清水灣電視城→將軍澳電視廣播城           |               | 2002年-2003年無綫搬遷電視城期間服務                                                  |
| SN3  | 香港科學園→旺角街市                     | 2011年2月28日 |                                                                                      |

## 新世界第一巴士
| 編號                                                                                           | 路線                                     | 取消日期                                                   | 原因／替代路線                                                                          |
| ---------------------------------------------------------------------------------------------- | ---------------------------------------- | ---------------------------------------------------------- | --------------------------------------------------------------------------------------- |
| 以下路線原由新世界第一巴士 (新巴)經營，於2023年7月1日起轉交城巴經營 (新專營權有城巴與新巴合併) |                                          |                                                            |                                                                                         |
| 2M                                                                                             | 筲箕灣↺西灣河（經耀東邨）                | 2006年2月11日                                              | 客量不足，由香港島專線小巴50線，及城巴77線及99線新增分段收費取代                        |
| 4X 第1代                                                                                       | 華富（南）→灣仔碼頭                      | 2001年5月20日                                              | 客量不足，與43線合併為46X線                                                             |
| 19 第1代                                                                                       | 北角碼頭↔跑馬地（上）                    | 2013年3月24日                                              | 配合路線重組，由城巴19線取代；而由筲箕灣開出的上課日特別班次則改由城巴營辦並更改為19P線 |
| 20(第一代)                                                                                     | 中環林士街↔筲箕灣                        | 1999年3月28日                                              | 配合路線重組，由720線提升至每日全日服務取代                                             |
| 23A                                                                                            | 勵德邨↺羅便臣道                          | 2013年7月14日                                              | 配合路線重組，由26線及12線的轉乘優惠取代                                                |
| 43                                                                                             | 田灣↔灣仔碼頭                            | 2001年5月20日                                              | 客量不足，與第1代4X線合併為46X線                                                        |
| 43A                                                                                            | 田灣↺西營盤                              | 2016年3月21日                                              | 客量不足，由4號線取代                                                                   |
| 43X                                                                                            | 華貴↺灣仔（會展）                        | 2015年5月17日                                              | 配合西港島綫通車，由城巴70線延長至華貴邨取代                                            |
| 46X                                                                                            | 田灣↺灣仔（會展）                        | 2015年5月17日                                              | 配合西港島綫通車，由城巴70線延長至華貴邨取代                                            |
| 64                                                                                             | 馬坑（赤柱廣場）↔中環交易廣場            | 2004年11月8日                                              | 配合路線重組，由城巴6X線改經馬坑，及66線取代                                            |
| 78P (第一代)                                                                                   | 深灣→華貴                                | 2009年8月16日                                              | 由城巴48號線延長至深灣取代                                                              |
| 81P                                                                                            | 興華邨→勵德邨                            | 2022年5月3日（正式生效日期） 2022年1月28日（最後服務日期） | 由新巴81線，及柴灣道轉乘城巴8X線 或 城巴19線取代。                                      |
| 82M                                                                                            | 柴灣站↺小西灣（藍灣半島）                | 2022年8月15日                                              | 客量不足，由82線新增由小西灣（藍灣半島）往環翠邨澤翠樓之短途分段收費取代                |
| 83                                                                                             | 小西灣邨↺太古城                          | 2000年5月2日                                               | 客量不足，由82線取代                                                                    |
| 84                                                                                             | 杏花邨↔耀東                              | 2005年1月9日                                               | 客量不足，由城巴85線與77線／99線分段收費的轉乘優惠取代                                  |
| 84M                                                                                            | 小西灣（藍灣半島）↔柴灣站                | 2010年8月23日                                              | 客量不足，由82M線及香港島專線小巴47M線取代                                              |
| 84S                                                                                            | 小西灣（藍灣半島）↔耀東                  | 2010年9月1日                                               | 更改編號為82S線                                                                         |
| 88                                                                                             | 興華邨↔中環（交易廣場）                  | 2000年5月2日                                               | 客量不足，由2號線及8號線取代                                                            |
| 94                                                                                             | 利東邨↔中環碼頭                          | 2022年8月28日                                              | 由91線所有班次均繞經利東邨取代                                                          |
| 94X 第1代                                                                                      | 利東↔金鐘（東）                          | 1999年5月17日                                              | 由城巴37B線／城巴37X線、新巴94線、城巴97線取代                                          |
| 94X 第2代                                                                                      | 利東→中環（交易廣場）                    | 2017年5月2日                                               | 配合南港島綫通車，由94線取代                                                            |
| 95B                                                                                            | 海怡半島（美康閣）→黃竹坑→海怡半島海韻閣 | 2017年5月8日                                               | 南港島綫通車導致客量不足，由香港島專線小巴29線取代                                      |
| 262 第1代                                                                                      | 馬坑↔中環交易廣場                        | 2004年11月8日                                              | 配合路線重組，由城巴6X線改經馬坑取代 現262線起訖點相同，只於端午節當日服務              |
| 309                                                                                            | 中環交易廣場↔石澳                        | 2008年6月22日                                              | 客量不足，由720線與9線的轉乘優惠取代                                                    |
| 315                                                                                            | 山頂↔馬坑                                | 2008年6月22日                                              | 客量不足，由15線與6線／66線的轉乘優惠取代                                               |
| 319                                                                                            | 小西灣（藍灣半島）↔石澳                  | 2001年10月                                                 | 因石澳居民協會反對而停辦                                                                |
| 374                                                                                            | 華貴↔淺水灣                              | 2004年6月20日                                              | 客量不足，由73線與78線的轉乘優惠取代                                                    |
| 399                                                                                            | 海怡半島↔赤柱                            | 2008年6月22日                                              | 客量不足，由73線與95C線／97A線／592線的轉乘優惠取代                                     |
| 590 第1代                                                                                      | 海怡半島↔中環交易廣場                    | 1999年10月10日                                             | 分拆為590A線及M590線                                                                    |
| 590 第2代                                                                                      | 海怡半島↔中環交易廣場                    | 2021年9月20日                                              | 客量不足                                                                                |
| 590A                                                                                           | 海怡半島↔金鐘（東）                      | 2017年6月26日                                              | 南港島綫通車導致客量不足，由90線和590線取代                                             |
| 722 第2代                                                                                      | 中環↔筲箕灣/耀東                         | 2001年6月3日                                               | 配合路線重組，由M722線取代                                                              |
| 781                                                                                            | 興華邨↔中環交易廣場                      | 2004年5月31日                                              | 配合路線重組，由780P線取代                                                              |
| 792                                                                                            | 調景嶺地鐵站↔西貢                        | 2002年8月18日                                              | 更改編號為792M線                                                                        |
| 796                                                                                            | 調景嶺地鐵站↔坑口北                      | 2005年5月1日                                               | 客量不足，由新界區專線小巴108A線取代                                                    |
| 796A                                                                                           | 調景嶺地鐵站↺牛頭角地鐵站                | 2005年6月13日                                              | 客量不足，併入796S線                                                                    |
| 796B                                                                                           | 調景嶺站↔又一村                          | 2010年10月10日                                             | 客量不足，撥出資源以開辦798線                                                           |
| 796C                                                                                           | 清水灣半島↔蘇屋                          | 2022年8月21日                                              | 併入793線                                                                               |
| 796E                                                                                           | 將軍澳工業邨↔蘇屋                        | 2022年8月21日                                              | 併入793線                                                                               |
| 796M                                                                                           | 將軍澳地鐵站↔藍田地鐵站                  | 2002年8月18日                                              | 地鐵（今港鐵）將軍澳綫通車引致客量大減                                                  |
| 797R                                                                                           | 調景嶺地鐵站↔清水灣                      | 2007年9月2日                                               | 客量不足                                                                                |
| H2 第1代                                                                                       | 中環（天星碼頭）↔銅鑼灣                  | 2014年12月13日                                             | 客量不足，併入H1線                                                                      |
| M21                                                                                            | 中環香港站↔太古城                        | 2001年6月3日                                               | 配合路線重組，由M722線取代                                                              |
| M49                                                                                            | 數碼港↔中環香港站                        | 2008年3月17日                                              | 客量不足，由30X線和4X線（第二代）取代                                                   |
| M49P                                                                                           | 數碼港↔中環香港站                        | 2008年3月17日                                              | 客量不足，由30X線和4X線（第二代）取代                                                   |
| M49R                                                                                           | 數碼港商場→中環香港站                    | 2004年11月12日                                             | 客量不足                                                                                |
| M590                                                                                           | 中環交易廣場↔海怡半島                    | 2010年5月30日                                              | 配合路線重組，更改編號為590線（第二代）                                                 |
| M722                                                                                           | 中環香港站↔耀東邨                        | 2010年5月15日                                              | 配合路線重組，更改編號為722線（第三代）                                                 |
| X15R                                                                                           | 中環5號碼頭↔山頂                         | 2020年1月13日                                              | 客量不足                                                                                |
| X49                                                                                            | 中環香港站↔數碼港                        | 2007年11月12日                                             | 客量不足                                                                                |
| X82                                                                                            | 小西灣運動場→北角(琴行街)                | 2016年2月6日                                               | 由X8線取代，而路線資料在官方網頁被刪                                                    |

## 中華巴士
| 編號      | 路線                                                | 取消日期       | 原因／替代路線                                                               |
| --------- | --------------------------------------------------- | -------------- | ---------------------------------------------------------------------------- |
| 3         | 中環（林士街）↔蒲飛路                               | 1997年6月2日   | 客量不足，取消路線後城巴立即開辦3B線行走相同路線                             |
| 5B 第1代  | 石塘咀↔大坑                                         | 1960年1月2日   | 併入10線                                                                     |
| 5M 第1代  | 堅尼地城↔中環地鐵站                                 | 1984年2月13日  | 客量不足，與24M線併入5C線                                                    |
| 5M 第2代  | 堅尼地城↔灣仔碼頭                                   | 1988年8月16日  | 客量不足，與10B線重組為18線                                                  |
| 5M 第3代  | 堅尼地城↔灣仔碼頭                                   | 1998年9月1日   | 專營權結束，新巴未有接辦                                                     |
| 6A 第1代  | 中環↔淺水灣                                         | 1978年9月1日   | 更改編號為61線                                                               |
| 6A 第2代  | 中環（交易廣場）↔赤柱村（泳季假日服務）             | 1985年         |                                                                              |
| 6B        | 中環↔赤柱炮台                                       | 1967年6月25日  | 因六七暴動而停駛，暴動後沒有重投服務                                         |
| 7A        | 華富（北）↔赤柱                                     | 1975年9月1日   | 更改編號為73線                                                               |
| 7B        | 黃竹坑↔中環                                         | 1975年1月1日   | 更改編號為71線                                                               |
| 8A 第1代  | 柴灣（大潭道）↔柴灣徙置區                           | 1961年2月8日   | 以延長8號線取代                                                              |
| 8A 第2代  | 柴灣（新廈街）↔北角碼頭                             | 1976年9月12日  | 更改編號為82線                                                               |
| 8B        | 柴灣（新廈街）↔西灣河碼頭                           | 1976年9月12日  | 更改編號為83線                                                               |
| 9A        | 石澳↔西灣河碼頭                                     | 1983年5月      | 客量不足，併入9號線                                                          |
| 10A       | 城市花園→中環（機利文街） 中環（機利文街）→北角碼頭 | 1998年9月1日   | 專營權結束，新巴未有接辦                                                     |
| 10B       | 北角（健康中街）↔中環（港澳碼頭）                   | 1988年8月16日  | 客量不足，與5M線重組為18線                                                   |
| 10M       | 城市花園→中環機利文街 金鐘地鐵站（東）→北角碼頭     | 1988年         | 合併為10A                                                                    |
| 11A       | 灣仔碼頭↔勵德邨                                     | 1998年9月1日   | 專營權結束，服務由25A及25C取代                                               |
| 11M       | 中環（交易廣場）↔勵德邨                             | 1987年         | 客量不足，與24號線合併為26號線                                               |
| 12A 第1代 | 中環↔麥當勞道                                       | 1987年6月1日   | 客量不足，其後於1991年由城巴復辦                                             |
| 16 第1代  | 赤柱村↔赤柱炮台                                     | 1975年2月16日  | 以延長14號線取代                                                             |
| 16 第2代  | 城市花園↔中環（港澳碼頭）                           | 1987年         | 合併為10M                                                                    |
| 17 第1代  | 山頂↔普樂道                                         | 1962年4月6日   | 客量不足                                                                     |
| 17 第2代  | 中環（統一碼頭）↔淺水灣                             | 1967年6月25日  | 因六七暴動而停駛，暴動後沒有重投服務                                         |
| 17 第3代  | 中環↔掃桿埔                                         | 1985年10月7日  | 客量不足                                                                     |
| 18 第1代  | 山頂↔加列山道                                       | 1962年4月6日   | 客量不足                                                                     |
| 18 第2代  | 淺水灣↔南灣                                         | 1967年6月25日  | 因六七暴動而停駛，暴動後沒有重投服務                                         |
| 18 第3代  | 黃竹坑↔田灣                                         | 1975年1月1日   | 更改編號為78線（第1代）                                                      |
| 20A       | 鰂魚涌↔中環                                         | 1980年6月8日   | 更改編號為22線                                                               |
| 20M       | 筲箕灣↔金鐘地鐵站                                   | 1985年6月17日  | 配合港島綫通車                                                               |
| 21 第1代  | 堅尼地城（西寧街）↔摩星嶺                           | 1977年1月4日   | 更改編號為46線                                                               |
| 21 第2代  | 中環（交易廣場）↔太古城                             | 1998年9月1日   | 專營權結束，服務由M21取代                                                    |
| 21A       | 中環↔華人基督教墳場                                 | 1977年1月4日   | 更改編號為46A線                                                              |
| 21M       | 太古城↔中環（昃臣道）                               | 1985年1月4日   | 併入21線                                                                     |
| 22 第1代  | 柴灣↔哥連臣角教導所                                 | 1976年9月12日  | 更改編號為88線(第1代)                                                        |
| 22 第2代  | 耀東邨↔中環（林士街）                               | 1997年5月1日   | 客量不足，由20線繞經耀東邨取代                                               |
| 22A       | 筲箕灣↔歌連臣角（柴灣墳場）                         | 1976年10月     | 更改編號為89線                                                               |
| 22M       | 鰂魚涌↔金鐘地鐵站                                   | 1985年6月8日   | 配合港島綫通車                                                               |
| 24 第1代  | 山頂↔明德醫院                                       | 1973年4月15日  | 客量不足，以香港島專線小巴1號線取代                                          |
| 24 第2代  | 灣仔碼頭↔銅鑼灣（怡和街迴旋處）                     | 1974年8月24日  | 客量不足                                                                     |
| 24 第3代  | 銅鑼灣（銅鑼灣裁判署）↔荷李活道                     | 1987年         | 客量不足，與11M線合併為26號線                                                |
| 24M       | 中環地鐵站↔灣仔北（新填海區）                       | 1984年2月12日  | 客量不足，與5M線併入5C線                                                     |
| 25M       | 灣仔（會議展覽中心）↔寶馬山                         | 1998年9月1日   | 專營權結束，服務由25A線及25C線取代                                           |
| 38A       | 置富花園↔天后地鐵站                                 | 1998年9月1日   | 專營權結束，併入38線                                                         |
| 41        | 華富（中）↔北角碼頭                                 | 1997年4月21日  | 客量不足，由城巴接手，以41A取代                                              |
| 44        | 華富（南）↔中環                                     | 1985年11月18日 | 客量不足                                                                     |
| 45        | 華富（南）↺羅便臣道                                 | 1997年3月3日   | 客量不足，由城巴接手，以40P線取代                                            |
| 46        | 堅尼地城（山市街）↔摩星嶺                           | 1978年10月1日  | 更改編號為56線                                                               |
| 46A       | 中環↔華人基督教墳場                                 | 1978年10月1日  | 更改編號為57線                                                               |
| 47        | 華富（北）↔金鐘站（西）                             | 1997年3月3日   | 客量不足，由城巴接手，以47A線取代                                            |
| 56        | 西環（山市街）↔摩星嶺                               | 1978年12月16日 | 以延長5B線取代                                                               |
| 57        | 中環↔華人基督教墳場                                 | 1989年4月2日   | 更改編號為357線                                                              |
| 60        | 中環↔赤柱監獄                                       | 1974年10月21日 | 客量不足，由6號線取代                                                        |
| 62        | 北角碼頭↔舂坎角                                     | 1980年8月18日  | 客量不足，由63線及65線取代                                                   |
| 71A       | 中環↔海洋公園                                       | 1984年4月15日  | 以99線（第1代）取代                                                          |
| 73A       | 赤柱監獄↔赤柱村                                     | 1978年10月30日 | 客量不足，以專線小巴取代                                                     |
| 74        | 華富↔淺水灣                                         | 1986年         | 客量不足，併入73線                                                           |
| 77 第1代  | 香港仔↔西環（荷蘭街）                               | 1977年1月4日   | 更改編號為47線                                                               |
| 77 第2代  | 香港仔↔西環（荷蘭街）                               | 1996年2月16日  | 客量不足，以香港島專線小巴58線及59線取代；而特別班次則更改為中巴47線特別班次 |
| 78 第1代  | 黃竹坑↔田灣                                         | 1991年1月3日   | 配合華貴邨入伙，分拆為78A和78B                                               |
| 78A       | 黃竹坑↺田灣/華貴（逆時針循環線）                    | 1992年5月10日  | 合併為78號線（第2代）                                                        |
| 78B       | 黃竹坑↺華貴/田灣（順時針循環線）                    | 1992年5月10日  | 合併為78號線（第2代）                                                        |
| 79        | 香港仔↔華貴                                         | 1998年9月1日   | 專營權結束，併入78號線                                                       |
| 79M       | 田灣↔中環地鐵站                                     | 1992年5月9日   | 田灣邨重建，以43號線取代                                                     |
| 80        | 中環（永和街）↔小西灣                               | 1998年9月1日   | 專營權結束，由新巴接手，服務由8P取代                                         |
| 81M       | 興華邨↔柴灣地鐵站                                   | 1994年5月15日  | 客量不足，與87線合併為88號線                                                 |
| 82A       | 柴灣（安業街）↔鰂魚涌                               | 1994年2月14日  | 客量不足                                                                     |
| 83A       | 柴灣（新廈街）↔西灣河碼頭                           | 1985年7月7日   | 客量不足                                                                     |
| 87        | 杏花邨↔中環                                         | 1994年5月15日  | 客量不足，與81M線合併為88號線                                                |
| 88 第1代  | 哥連臣角懲教所↔柴灣                                 | 1978年11月4日  | 客量不足，以香港島專線小巴18M線取代                                          |
| 88 第2代  | 興華邨↔柴灣碼頭                                     | 1982年1月20日  | 客量不足，以專線小巴取代                                                     |
| 88M       | 柴灣（東）↔柴灣地鐵站                               | 1988年10月16日 | 客量不足，併入84線                                                           |
| 89        | 哥連臣角（柴灣墳場）↔筲箕灣                         | 1989年4月2日   | 以388線和389線取代                                                           |
| 90 第1代  | 石澳↔中環                                           | 1974年10月14日 | 客量不足，併入9號線                                                          |
| 97 第1代  | 香港仔↔海洋公園（大樹灣）                           | 1984年8月5日   | 客量不足                                                                     |
| 98 第1代  | 北角↔海洋公園（大樹灣）                             | 1985年7月21日  | 客量不足                                                                     |
| 99 第1代  | 中環↔海洋公園（大樹灣）                             | 1987年6月28日  | 客量不足，以非專利巴士（現已改為專利巴士）629線取代                          |
| 261       | 中環（交易廣場）↔舂坎角                             | 1994年1月22日  | 客量不足，服務由66線取代                                                     |
| 357       | 中環↔華人基督教墳場                                 | 1998年         | 併入347線                                                                    |
| 500       | 中環碼頭↔灣仔碼頭                                   | 1996年12月16日 | 屯門至中環雙體船班次取消                                                     |
| 504       | 華富（南）↔灣仔碼頭                                 | 1998年9月1日   | 專營權結束，服務由新巴4X線（第一代）取代                                     |
| 525       | 中環↔寶馬山                                         | 1994年2月12日  | 客量不足，併入25線                                                           |
| 537       | 置富花園↔金鐘站（西）                               | 1998年9月1日   | 專營權結束，由城巴接手，改稱37X線                                            |
| 543       | 華貴↔中環（交易廣場）                               | 1997年4月13日  | 客量不足，併入43X線                                                          |
| 721       | 太古城↔中環（交易廣場）                             | 1998年9月1日   | 專營權結束，服務由新巴720線特別班次取代（後改稱720P線）                      |
| 722 第1代 | 鰂魚涌↔中環（交易廣場）                             | 1993年8月2日   | 客量不足                                                                     |

## 九廣鐵路公司
| 編號                                                                 | 路線                            | 取消日期       | 原因／替代路線                                                        |
| -------------------------------------------------------------------- | ------------------------------- | -------------- | --------------------------------------------------------------------- |
| 以下路線原由九龍巴士經營，於1987年至1988年間陸續轉交九廣鐵路公司經營 |                                 |                |                                                                       |
| 55                                                                   | 元朗東↔流浮山                   | 1988年9月25日  | 輕鐵通車，由655線（今K65）取代                                        |
| 56                                                                   | 元朗西↔大棠                     | 1988年9月25日  | 輕鐵通車，由656線（今K66及K68）取代                                   |
| 59                                                                   | 大興↔友愛南                     | 1989年6月4日   | 1988年由輕鐵巴士部接辦，1989年6月4日由輕鐵507線取代                   |
| 59B                                                                  | 兆康↔屯門碼頭                   | 1987年9月6日   | 1987年9月6日由輕鐵巴士部接辦，輕鐵通車後由輕鐵506線、610線及611線取代 |
| 61                                                                   | 屯門市中心↔元朗西               | 1988年9月18日  | 輕鐵通車，由輕鐵612線（現輕鐵751線）取代                              |
| 61A                                                                  | 蝴蝶邨（後改為屯門碼頭）↔元朗東 | 1988年9月18日  | 輕鐵通車，由輕鐵610線及611線取代                                      |
| 62                                                                   | 兆康↔青山灣                     | 1988年9月25日  | 輕鐵通車，由輕鐵接駁巴士559線取代（現已停駛）。                       |
| 以下路線由九鐵（輕鐵）於輕鐵通車前後營運。                           |                                 |                |                                                                       |
| 63A                                                                  | 良景↔元朗                       | 1988年9月25日  | 因輕鐵通車而停駛                                                      |
| 505                                                                  | 山景↔三聖                       | 2003年9月1日   | 輕鐵杯渡路架空路軌工程完畢，恢復以輕鐵行走                            |
| 520                                                                  | 屯門碼頭↔龍鼓灘                 | 1999年4月1日   | 與A51合併為A52                                                        |
| 521                                                                  | 富泰↔大欖                       | 2003年12月14日 | 西鐵通車，更改路線編號為K51。                                         |
| 521P                                                                 | 富泰↔屯門市中心                 | 2003年12月14日 | 西鐵通車，更改路線編號為K51。                                         |
| 559                                                                  | 兆康↔青山灣                     | 1992年2月2日   | 輕鐵屯門東北支線（杯渡至鳳地一段）通車                                |
| 653                                                                  | 天耀↔塘坊村                     | 1993年3月22日  | 由輕鐵722線取代                                                       |
| 654                                                                  | 元朗東↔天耀                     | 1993年1月10日  | 天水圍首期支線通車，由輕鐵721線（今輕鐵761P線）取代                   |
| 655                                                                  | 元朗東↔流浮山                   | 2003年12月14日 | 西鐵通車，更改路線編號為K65並繞經天水圍西鐵站。                       |
| 656                                                                  | 元朗工業邨↔大棠                 | 2004年1月18日  | 西鐵通車，分拆為K66線及K68線                                          |
| 657                                                                  | 洪水橋↔廈村                     | 2003年12月14日 | 西鐵通車，更改路線編號為K75並繞經天水圍西鐵站。                       |
| 658 第1代                                                            | 元朗東↔凹頭                     | 1988年11月6日  | 改編號為A58線                                                         |
| 658 第2代                                                            | 天耀↔天水圍市中心               | 1988年11月6日  | 由A70線取代                                                           |
| 659                                                                  | 天恆↔天水圍市中心               | 2004年1月18日  | 因輕鐵天水圍北支線通車而停駛                                          |
| 670                                                                  | 元朗↔朗屏                       | 2004年8月7日   | 西鐵通車，由K73線取代，而原本被取代的新界綠色小巴74A亦於2005年8月復辦 |
| A51                                                                  | 屯門碼頭↔踏石角                 | 1999年4月1日   | 與520合併為A52                                                        |
| A52                                                                  | 屯門市中心↔龍鼓灘               | 2003年12月19日 | 西鐵通車，更改路線編號為K52並延長至屯門西鐵站。                       |
| A58 第1代                                                            | 元朗西↔凹頭                     | 1989年4月2日   | 元朗輕鐵總站至凹頭之間一段輕鐵專區開放准許專利巴士上落客              |
| A58 第2代                                                            | 建生↔屯門碼頭                   | 1993年1月25日  | 由輕鐵615線取代                                                       |
| A59                                                                  | 青山灣↺寶田（原為山景）         | 2005年3月7日   | 配合西鐵通車後，屯門區九鐵接駁巴士重組而停駛，由K58線取代             |
| A70                                                                  | 天瑞↔元朗西                     | 2004年4月18日  | 西鐵通車，由K73線取代                                                 |
| A70P 第1代                                                           | 天水圍市中心↔元朗西             | 2000年11月10日 | 由A74線取代                                                           |
| A70P 第2代                                                           | 天瑞↔朗屏                       | 2003年12月20日 |                                                                       |
| A71                                                                  | 天瑞↔元朗東                     | 2002年8月18日  | 客量不足                                                              |
| A74                                                                  | 天恆↔元朗西                     | 2004年4月18日  | 西鐵通車，由K73線取代                                                 |
| K1X                                                                  | 朗屏↔屯門碼頭                   | 2005年3月7日   | 客量不足，加上配合屯門區九鐵接駁巴士重組而停駛，由K58線取代           |
| K2P                                                                  | 天水圍市中心↔屯門市中心         | 2006年10月9日  | 客量不足                                                              |
| K2X                                                                  | 天瑞↔屯門碼頭                   | 2004年2月28日  | 西鐵通車導致客量不足                                                  |
| K11                                                                  | 沙田第一城↔火炭樂信徑           | 2007年1月15日  | 馬鐵通車導致客量不足                                                  |
| K15                                                                  | 旺角車站↔中港碼頭               | 2004年1月4日   | 西鐵通車，併入東鐵及K16線                                             |
| K70                                                                  | 天水圍市中心→元朗東             | 2004年7月17日  | 客量不足                                                              |
| K71                                                                  | 天水圍市中心↔天水圍西鐵站       | 2004年9月25日  |                                                                       |

## 港鐵巴士（新界西北）
| 編號 | 路線                | 取消日期      | 原因／替代路線                                                                     |
| ---- | ------------------- | ------------- | ---------------------------------------------------------------------------------- |
| A73  | 天富↔屯門碼頭       | 2009年11月6日 | 西鐵通車，客量不足                                                                 |
| K73P | 天恆邨→元朗東       | 2010年8月23日 | 配合第4期新輕鐵車輛（編號1117及1118）投入服務,由K73於平日早上於天晴邨開出4班特別車 |
| T1   | 天水圍站↔天恆邨     | 2010年4月26日 | 臨時路線 配合第6輛新輕鐵車輛（編號1115）投入服務                                   |
| T2   | 兆康站（北）↔屯門站 | 2010年3月22日 | 臨時路線 配合第4輛新輕鐵車輛（編號1114）投入服務                                   |
| K75  | 天水圍站↺洪水橋     | 2021年8月30日 | 合併入K75P綫。                                                                     |
| K52S | 屯門站↔龍鼓灘       | 2024年2月4日  | 合併入K52綫。                                                                      |

## 港鐵接駁巴士
| 編號 | 路線          | 取消日期      | 原因／替代路線           |
| ---- | ------------- | ------------- | ------------------------ |
| K16  | 南昌站↔尖東站 | 2009年9月19日 | 配合西鐵綫九龍南綫通車。 |

## 九巴
| 編號         | 路線                                                            | 取消日期                                                    | 取消原因／替代路線 |
| ------------ | --------------------------------------------------------------- | ----------------------------------------------------------- | --- |
| 1 （大嶼山） | 石壁↔梅窩                                                       | 1965年11月                                                  | 因客量不足而放棄經營，由大嶼山巴士有限公司繼續營辦                                                                                          |
| 1K           | 旺角火車站↺九龍車站                                             | 1994年2月1日                                                | 客量不足 |
| 2B 第1代     | 秀茂坪↔旺角                                                     | 1968年6月4日                                                | 由1A線及現已取消的11A（第2代）取代 |
| 2B 第2代     | 九龍城碼頭↔深水埗碼頭                                           | 1976年11月8日                                               | 由6C線繁忙時間班次取代 |
| 2B 第3代     | 佐敦道碼頭↔九龍城碼頭（通宵線）                                 | 1977年2月24日                                               | 客量不足 |
| 2B 第4代     | 石硤尾↔深水埗碼頭                                               | 1980年8月10日                                               | 客量不足 |
| 2C           | 九龍塘（又一城）↺尖沙咀                                         | 2014年1月18日                                               | 客量不足，與203線合併為203C線 |
| 2F 第1代     | 大窩坪↔深水埗碼頭                                               | 1967年6月25日                                               | 六七暴動後並沒有恢復服務 |
| 2K           | 九龍車站↺旺角火車站                                             | 1992年12月1日                                               | 客量不足，與1K合併 |
| 3            | 佐敦道碼頭↔鑽石山地鐵站                                         | 1996年11月10日                                              | 由10號線改為循環線取代 |
| 3A 第1代     | 佐敦道碼頭↔何文田邨                                             | 1964年3月6日                                                | 由2E及已取消的7A取代 |
| 3A 第2代     | 慈雲山北↺竹園邨                                                 | 1995年11月5日                                               | 由已取消的九龍區專線小巴65線取代，再由九龍區專線小巴73線增設雙向分段收費取代                                                                |
| 3E           | 佐敦道碼頭↔慈雲山（惠華街）                                     | 1992年11月23日                                              | 改為全線空調巴士服務，編號更改為203E |
| 3P           | 慈雲山（南）↔彩雲                                               | 2017年5月2日                                                | 由3M特別班次取代 |
| 4            | 佐敦道碼頭↔長沙灣                                               | 1983年5月29日                                               | 荃灣綫通車導致客量大跌而停駛，與九巴12線合併                                                                                                |
| 4A           | 佐敦道碼頭↔大坑東                                               | 1996年7月28日                                               | 由已取消的2C線改為循環線取代 |
| 5A 第1代     | 尖沙咀碼頭↔竹園                                                 | 1967年6月25日                                               | 六七暴動後並沒有恢復服務 |
| 5B 第1代     | 尖沙咀碼頭↔九龍城碼頭                                           | 1965年6月1日                                                | 配合天星小輪中區↔紅磡線開辦 |
| 5B 第2代     | 觀塘碼頭↔九龍車站                                               | 1983年5月1日                                                | 由已取消5K線取代 |
| 5E           | 九龍車站↔竹園邨                                                 | 1987年6月28日                                               | 編號更改為11K線 |
| 5K           | 九龍車站↔觀塘碼頭                                               | 1995年3月19日                                               | 與13A線合併成13K線（現已被11X線取代） |
| 5M 第1代     | 尖沙咀地鐵站↔尖沙咀東                                           | 1985年2月16日                                               | 客量不足 |
| 5S           | 上午班次：九龍灣站→工業貿易大樓 下午班次：工業貿易大樓→德福花園 | 2017年7月31日                                               | 客量不足 |
| 5X           | 慈雲山（中）↔尖沙咀碼頭                                         | 2024年9月23日                                               | 併入5P線，並由5P線往尖沙咀方向繞經鳳凰新村取代                                                                                              |
| 6A 第1代     | 尖沙咀碼頭↔蘇屋                                                 | 1966年3月25日                                               | 由已取消11C線第一代取代 |
| 6A 第2代     | 尖沙咀碼頭↔荔枝角                                               | 2011年7月17日                                               | 與6號線大幅重疊，併入6號線 |
| 6B           | 荔枝角↔黃大仙                                                   | 1996年8月18日                                               | 由2A線延長至美孚，及9號線繞經黃大仙取代 |
| 6C 第1代     | 旺角亞皆老街↔荔枝角                                             | 1958年10月15日                                              | 由原6B線（第一代）取代 |
| 6E 第1代     | 長沙灣（甘泉街）↔觀塘月華街                                     | 1991年6月24日                                               | 客量不足，於2024年10月7日復辦第二代6E線，來往蘇屋及鯉魚門邨                                                                                 |
| 6M 第1代     | 美孚↔石硤尾地鐵站                                               | 1982年5月16日                                               | 配合荃灣綫通車 |
| 6M 第2代     | 九龍城碼頭↔何文田站                                             | 2019年11月22日                                              | 客量不足 |
| 6X 第1代     | 美孚→尖沙咀                                                     | 2015年12月19日                                              | 與荃灣綫重疊引致客量不足 |
| 7A 第1代     | 尖沙咀碼頭↔又一村                                               | 1967年6月25日                                               | 六七暴動後並沒有恢復服務 由2C線取代7A線部份服務地區                                                                                         |
| 7A 第2代     | 九龍車站↔樂富                                                   | 1983年5月1日                                                | 更改編號為7K |
| 7K           | 九龍車站↔樂富                                                   | 1984年1月7日                                                | 併入7號線 |
| 8 第1代      | 尖沙咀碼頭↔九龍塘                                               | 1967年6月25日                                               | 六七暴動後並沒有恢復服務 |
| 9A           | 旺角↔坪石                                                       | 1974年10月14日                                              | 由10線取代 |
| 10 第2代     | 尖沙咀碼頭↔佐敦道碼頭                                           | 1967年6月25日                                               | 六七暴動後並沒有恢復服務 由2C線取代 |
| 11A 第1代    | 九龍城碼頭↔佐敦道碼頭                                           | 1967年6月25日                                               | 六七暴動後並沒有恢復服務 |
| 11A 第2代    | 旺角↔牛頭角/旺角↔觀塘                                           | 1967年6月25日                                               | 原因不詳， 由紅色小巴行走相同路線取代 |
| 11A 第3代    | 觀塘碼頭↔新蒲崗                                                 | 1978年5月15日                                               | 由已取消的6E線取代 |
| 11C 第1代    | 紅磡碼頭↔蘇屋                                                   | 1967年6月25日                                               | 由2A線及2E線取替11C部份路段 |
| 11D 第1代    | 油塘↔彩虹                                                       | 1967年6月25日                                               | 由14線及14B線取替11D部份路段 |
| 11M          | 鑽石山地鐵站↔新蒲崗                                             | 1986年6月29日                                               | 與29合併成29M線 |
| 12A 第1代    | 觀塘碼頭↔新蒲崗                                                 | 1983年5月1日                                                | 由已取消的12K線取代 |
| 12B          | 美孚↔樂富                                                       | 1988年7月25日                                               | 客量不足 |
| 12K          | 九龍車站↔深水埗碼頭                                             | 1984年8月24日                                               | 由12A線（第二代）取代 |
| 13 第1代     | 彩虹↔佐敦道碼頭                                                 | 1995年5月7日                                                | 由9號線及95號線增設分段收費取代 |
| 13A          | 上秀茂坪↔紅磡碼頭                                               | 1995年3月19日                                               | 與5K線合併成13K線（現已被11X線取代） |
| 13B          | 中秀茂坪↔觀塘碼頭                                               | 1994年3月1日                                                | 因秀茂坪邨清拆重建，引致客量下降而停辦 |
| 13C          | 中秀茂坪↔觀塘碼頭                                               | 1992年5月24日                                               | 由已停駛的13E線取代 |
| 13E          | 上秀茂坪↔啟業                                                   | 1997年1月5日                                                | 由15A線取代 |
| 13K          | 上秀茂坪↔紅磡車站                                               | 1997年6月22日                                               | 由11X線取代 |
| 13S          | 寶達↔藍田站                                                     | 2017年8月31日                                               | 客量不足，由213M線和小巴71A線取代 |
| 14 第1代     | 佐敦道碼頭↔彩虹邨                                               | 1966年11月25日                                              | 由3C線取代 |
| 14A 第1代    | 彩虹↔咸田                                                       | 1968年2月24日                                               | 由15A線取代 |
| 14A 第2代    | 佐敦道碼頭↔觀塘                                                 | 1968年6月22日                                               | 不詳 |
| 14A 第3代    | 油塘↔觀塘裕民坊                                                 | 1993年2月28日                                               | 因應高超道邨清拆而停駛，由14B線取代 |
| 14C          | 鯉魚門（三家村碼頭）↺觀塘裕民坊                                 | 2013年3月24日                                               | 客量不足，由公共小巴鯉魚門至觀塘線及第2代14X線取代                                                                                          |
| 14X 第1代    | 油塘（高超道）→佐敦道碼頭                                       | 1997年5月12日                                               | 由219P線取代 |
| 15B          | 藍田北↔觀塘碼頭                                                 | 1992年1月12日                                               | 由15A線增設分段收費取代 |
| 15C          | 藍田南↔觀塘裕民坊                                               | 1994年4月9日                                                | 由16M線更改藍田行車路線取代 |
| 15M          | 藍田北↔觀塘地鐵站                                               | 1989年9月4日                                                | 藍田站啟用後導致客量大跌而停駛 |
| 15P          | 啟業邨→平田                                                     | 2016年2月15日                                               | 客量不足，由15A線及28B線取代 |
| 15X 第1代    | 藍田北↔尖沙咀漢口道                                             | 1995年5月22日                                               | 提升至每天全日服務並提供全空調服務，並改稱215X線 現今的15X為 藍田(廣田邨)↔紅磡站，屬15的特別班次                                            |
| 16 第1代     | 佐敦道碼頭↔元朗東                                               | 1973年7月16日                                               | 更改路線編號為50（已停駛） |
| 16A 第1代    | 佐敦道碼頭↔馬灣碼頭                                             | 1948年12月                                                  | 由已停駛的16A(第2代)取代 |
| 16A 第2代    | 佐敦道碼頭↔荃灣西約                                             | 1967年6月25日                                               | 永久取消 |
| 16A 第3代    | 佐敦道碼頭↔荃灣碼頭                                             | 1973年7月16日                                               | 由30線取代 |
| 16B 第1代    | 佐敦道碼頭↔馬灣碼頭                                             | 1951年                                                      | 永久取消 |
| 16B 第2代    | 佐敦道碼頭↔荃灣西約                                             | 1952年3月                                                   | 因修路工程而停止服務 |
| 16B 第3代    | 佐敦道碼頭↔荃灣                                                 | 1960年12月1日                                               | 改為30 |
| 16B 第4代    | 北葵涌↔深井                                                     | 1967年11月18日                                              | 由31線及已停駛的31A線取代 |
| 16B 第5代    | 北葵涌↔佐敦道碼頭                                               | 1973年7月16日                                               | 由36B線取代 |
| 16C          | 佐敦道碼頭↔青山                                                 | 1967年6月                                                   | 因六七暴動而取消 |
| 16D          | 北葵涌↔荃灣西約                                                 | 1967年11月18日                                              | 由31線及已停駛的31A線取代 |
| 17 第1代     | 上水↔元朗西                                                     | 1973年7月16日                                               | 更改路線編號為76（後來再改為76K） |
| 18 第1代     | 上水↔元朗西                                                     | 1973年7月16日                                               | 更改路線編號為77（後來再改為77K） |
| 18A          | 上村↔元朗西                                                     | 1973年7月16日                                               | 更改路線編號為54 |
| 19 第1代     | 上村↔青山灣                                                     | 1968年1月                                                   | 更改路線編號為18A（後來再改為54） |
| 19 第2代     | 上水↔佐敦道碼頭                                                 | 1973年7月16日                                               | 更改路線編號為70（已停駛） |
| 19 第3代     | 觀塘碼頭↔樂意山                                                 | 1985年1月20日                                               | 由九龍區專線小巴36線取代 |
| 19A 第1代    | 上水↔佐敦道碼頭                                                 | 1973年7月16日                                               | 配合路線重組，分拆為71（後來改為81）、72、73三線                                                                                            |
| 19A 第2代    | 觀塘月華街↔功樂道                                               | 1994年4月25日                                               | 由28A線同日起開設的功樂道特別班次取代 |
| 20 第1代     | 元朗↔文錦渡                                                     | 1963年5月12日                                               | 由已停駛的15線及17線取代 |
| 20 第2代     | 上水↔沙頭角                                                     | 1973年7月16日                                               | 更改路線編號為78（後來再改為78K） |
| 20 第3代     | 佐敦道碼頭↔愛民                                                 | 1983年9月28日                                               | 併入8號線 現今的20為 啟德（沐寧街）↔長沙灣（海達），由城巴營辦                                                                              |
| 21 第1代     | 大坳門↔彩虹                                                     | 1973年7月16日                                               | 更改編號為91 |
| 21M          | 彩虹地鐵站↔彩雲                                                 | 1991年9月15日                                               | 併入3M線 |
| 22           | 西貢↔彩虹                                                       | 1973年7月16日                                               | 更改編號為92 |
| 23 第1代     | 元朗西↔大埔墟                                                   | 1973年7月16日                                               | 更改路線編號為74（後來改為64，其後再改為64K）                                                                                               |
| 24 第1代     | 元朗東↔后海灣                                                   | 1973年7月16日                                               | 更改路線編號為55（後來交由九廣鐵路營運並改為655，其後再改為K65，後改由港鐵巴士營辦）                                                        |
| 24K          | 啟業↔旺角                                                       | 1997年10月5日                                               | 更改編號為24 |
| 24X          | 啟業↔尖沙咀東                                                   | 1995年8月6日                                                | 改為全線空調巴士服務，改編號為224X |
| 25 第1代     | 大埔墟↔大尾篤                                                   | 1973年7月16日                                               | 更改編號為75（後來再改為75K） |
| 25 第2代     | 尖沙咀碼頭↔啟德機場（貨運區）                                   | 1985年7月8日                                                | 由5D線取代 |
| 26 第1代     | 元朗西↔佐敦道碼頭                                               | 1973年7月16日                                               | 更改路線編號為51 |
| 27 第1代     | 青山醫院↔佐敦道碼頭                                             | 1967年6月25日                                               | 六七暴動後並沒有復駛 |
| 27K          | 順天↔旺角                                                       | 1997年10月5日                                               | 更改編號為27 |
| 28 第1代     | 西貢↔大網仔                                                     | 1973年7月16日                                               | 更改編號為93（已停駛） |
| 28A          | 觀塘碼頭↔樂華                                                   | 2013年3月28日                                               | 客量不足，由九龍區專線小巴22A線取代；而繞經功樂道特別班次則改由觀塘（裕民坊）開出並更改為28S線                                              |
| 28R          | 彩虹↔九龍灣車廠                                                 | 2023年5月20日                                               | 因「九巴有請‧體驗日」活動完結而停駛 |
| 29 第1代     | 上水↔打鼓嶺                                                     | 1973年7月16日                                               | 更改編號為79（後來再改為79K） |
| 29 第2代     | 彩虹↔順利                                                       | 1986年6月29日                                               | 與11M合併成29M線 |
| 30 第1代     | 彩虹邨↔調景嶺                                                   | 1973年7月16日                                               | 更改編號為90（已停駛） |
| 31A 第1代    | 石梨↔荃灣西約                                                   | 1984年9月23日                                               | 由已停駛的34B線取代 |
| 31B 第1代    | 北葵涌↔佐敦道碼頭                                               | 1968年10月30日                                              | 由已停駛的16B線取代 |
| 32 第2代     | 荃灣碼頭↔城門水塘                                               | 1982年5月6日                                                | 更改為假日路線32R，平日服務由新界區專線小巴82線取代                                                                                         |
| 32A 第1代    | 荃灣碼頭↔象山                                                   | 1982年5月2日                                                | 由新界區專線小巴81線取代 |
| 32A 第2代    | 荃灣碼頭↔石圍角                                                 | 1988年8月1日                                                | 由32B線取代 |
| 32B          | 荃灣西站↺象山                                                   | 2013年11月30日                                              | 客量不足，併入36線 |
| 32M 第1代    | 旺角地鐵站↔石圍角                                               | 1982年5月16日                                               | 由32線取代，並延長至大角咀碼頭 |
| 32M 第2代    | 荃灣地鐵站↔象山                                                 | 1984年4月21日                                               | 由已停駛的32A線取代 |
| 32R          | 荃灣碼頭↔城門水塘                                               | 1987年4月1日                                                | 當時九巴並沒有合適車款行駛，由新界區專線小巴94S線取代                                                                                       |
| 33 第1代     | 荃灣碼頭↔深水埗碼頭                                             | 1991年6月6日                                                | 由33A線取代 |
| 33A 第1代    | 北葵涌↔深水埗碼頭                                               | 1968年10月30日                                              | 由31B線取代 |
| 33A 第2代    | 中葵涌↔深水埗碼頭                                               | 1982年5月16日                                               | 因荃灣綫通車而永久停駛 |
| 33B 第1代    | 中葵涌↔深水埗碼頭                                               | 1982年5月16日                                               | 因荃灣綫通車而永久停駛 |
| 33C          | 葵芳↔深水埗碼頭                                                 | 1982年5月16日                                               | 因荃灣綫通車而永久停駛 |
| 33M          | 旺角地鐵站↔荃灣碼頭                                             | 1982年5月16日                                               | 由33A線取代，並延長至大角咀碼頭 |
| 34A          | 荃灣碼頭↔葵盛東                                                 | 1988年1月10日                                               | 由34線繞經荃灣碼頭取代 |
| 34B          | 荃灣碼頭↔深井                                                   | 1996年1月6日                                                | 改為全線空調巴士服務，改編號為234B線 |
| 34P          | 葵盛東→荃灣（建明街）                                           | 2000年1月26日                                               | 客量不足，由34改經青山公路取代 |
| 35           | 石蔭↔荃灣碼頭                                                   | 1991年8月4日                                                | 併入31號線 |
| 35S          | 安蔭→美孚站                                                     | 2015年3月23日                                               | 由35X線取代，並延長至尖沙咀東 |
| 37A          | 葵盛東↔深水埗碼頭                                               | 1991年8月4日                                                | 由37線取代 |
| 37B          | 葵盛東↔美孚                                                     | 1980年5月1日                                                | 由37M線取代 |
| 38M          | 海濱花園↔荃灣地鐵站                                             | 1989年10月10日                                              | 改為全線空調巴士服務，改編號為238M |
| 38P 第1代    | 海濱花園↔旺角西洋菜街                                           | 2010年7月12日                                               | 配合路線重組，由238S取代 |
| 39B          | 荃灣碼頭↔柴灣角西                                               | 1982年5月16日                                               | 配合荃灣綫通車，改編號為39M |
| 39R          | 荃灣廣場↺荃灣地鐵站                                             | 1996年8月24日                                               | 改由荃灣廣場穿梭巴士線取代 |
| 40M 第1代    | 荃灣碼頭↔石硤尾地鐵站                                           | 1982年5月16日                                               | 荃灣綫通車後永久停駛 |
| 40M 第2代    | 荃灣地鐵站↺柴灣角                                               | 1984年2月8日                                                | 客量不足（「柴灣角」是指中華染廠一帶，並非荃景圍和港安醫院）                                                                                |
| 40S          | 泥涌→葵涌道（葵芳邨）                                           | 2022年11月7日                                               | 由40E來回程增至兩班取代 |
| 41           | 長青邨↔九龍城碼頭                                               | 2023年4月16日                                               | 由241X提升至全日雙向服務、45延長每日服務時間及42A及44線往九龍方向加停葵涌交匯處取代                                                         |
| 41P          | 青衣碼頭↔荃灣站                                                 | 2022年5月16日（正式生效日期） 2022年5月14日（最後服務日期） | 併入41M線，青衣區延長至青衣碼頭 |
| 41S          | 長安→美孚                                                       | 2001年6月1日                                                | 客量不足，併入44線 |
| 42B          | 長亨↔荃灣地鐵站                                                 | 1991年1月13日                                               | 更改編號為42M線 |
| 43A 第1代    | 青衣↔荃灣碼頭                                                   | 1985年5月                                                   | 由已停駛的43S線取代 |
| 43B 第1代    | 青衣碼頭↔長青                                                   | 1980年6月1日                                                | 荃灣-青衣渡輪取消 |
| 43D 第1代    | 長青↔深水埗碼頭                                                 | 1990年4月23日                                               | 九龍區延長至佐敦道碼頭，新界區延長至長亨，另外更改編號為42A線                                                                               |
| 43S 第1代    | 青衣↔荃灣碼頭                                                   | 1989年                                                      | 來往青衣及荃灣的渡輪在1988年8月27日起取消服務                                                                                               |
| 43S 第2代    | 香港科技學院↔葵芳地鐵站                                         | 1993年11月11日                                              | 由校巴及新界區專線小巴88C線取代 |
| 44A          | 長康↔大角咀碼頭                                                 | 1987年8月9日                                                | 更改編號為43C線 |
| 44B          | 長青↔深水埗碼頭                                                 | 1987年12月7日                                               | 由已停駛的43D線取代 |
| 44P          | 青衣碼頭↔旺角東鐵路站                                           | 2014年8月25日                                               | 配合路線重組，由44線全日來回繞經青衣碼頭取代                                                                                                |
| 44S          | 長青→旺角東鐵路站                                               | 2010年6月1日                                                | 由41線提早長青邨首班車至0520取代 |
| 45A          | 荔景↔荃灣碼頭                                                   | 1984年9月23日                                               | 由已停駛的34B線取代 |
| 45B          | 荔枝角↔荔景山                                                   | 1981年6月21日                                               | 由專線小巴90線（今90M線）取代 |
| 45H          | 荔枝角↔瑪嘉烈醫院                                               | 1979年5月16日                                               | 由已停駛的45B線取代 |
| 45M          | 祖堯↔旺角地鐵站                                                 | 1982年5月16日                                               | 因荃灣綫通車而永久停駛 |
| 45X          | 荃灣碼頭↔秦石                                                   | 1991年5月26日                                               | 城門隧道轉車站啟用，由47X線及轉乘優惠取代                                                                                                   |
| 46A          | 麗瑤↔荃灣碼頭                                                   | 1994年3月21日                                               | 由30線繞經麗瑤取代 |
| 46B          | 柴灣角↔荔景山                                                   | 1981年10月4日                                               | 由46A線及39B線取代 |
| 46S 第1代    | 大圍鐵路站→荔景（北）                                           | 2014年1月4日                                                | 配合路線重組，併入46P線，於2020年4月27日復辦第二代46S線，來往顯徑及荃灣（如心廣場）                                                         |
| 48           | 荃灣碼頭↔禾輋                                                   | 1990年4月20日                                               | 城門隧道通車，由48X線和47X線取代 |
| 48A          | 荃灣碼頭↔秦石                                                   | 1990年4月20日                                               | 城門隧道通車，由已取消的45X線和47X線取代 |
| 48P 第1代    | 荃灣碼頭↔顯徑                                                   | 1990年4月20日                                               | 城門隧道通車，由已取消的45X線和46X線取代，於2017年4月24日復辦第二代48P線，來往禾輋及青龍頭                                                  |
| 50           | 元朗↔佐敦道碼頭                                                 | 1982年5月16日                                               | 荃灣綫通車，路線縮短至葵芳地鐵站並改編號為50M 現今的50為 屯門（菁田及和田）↔ 尖沙咀（九龍站），由城巴營辦                                   |
| 50M          | 元朗↔葵芳地鐵站                                                 | 1984年9月23日                                               | 路線縮短至屯門並改編號為52M |
| 51 第1代     | 元朗西↔大角咀碼頭                                               | 1982年5月16日                                               | 路線縮短至荃灣地鐵站並改編號為51M線 |
| 51M          | 錦田↔荃灣地鐵站                                                 | 1984年12月16日                                              | 更改編號為51線 |
| 51P          | 錦田（石崗軍營泳池）↔荃灣碼頭                                   | 1998年10月19日                                              | 客量偏低，由251M取代 |
| 52           | 屯門市中心↔長沙灣                                               | 1992年5月4日                                                | 由長沙灣延長至深水埗碼頭，並改經深井至荃灣一段的屯門公路及荃灣路，並更改編號為52X線。而由深井至葵芳一段由新界區專線小巴302線取代。          |
| 52A          | 荃灣碼頭↔大興                                                   | 1978年5月8日                                                | 屯門公路通車，由66線取代 |
| 52M          | 井財街↔葵芳地鐵站                                               | 2004年2月8日                                                | 西鐵通車，由61M線取代 |
| 52R 第1代    | 荃灣地鐵站↔汀九                                                 | 1983年9月4日                                                | 不詳 |
| 52S          | 大欖涌→屯門                                                     | 1987年10月25日                                              | 百萬行特別線 |
| 53S 特別線   | 青山灣→上村                                                     | 1983年11月24日                                              | 百萬行特別線 |
| 57           | 元朗東↔白泥                                                     | 1984年3月1日                                                | 虧損嚴重，而且沒有適合的車款行駛，由新界區專線小巴33線取代                                                                                  |
| 58           | 元朗東↔尖鼻咀                                                   | 1984年3月1日                                                | 虧損嚴重，而且沒有適合的車款行駛，由新界區專線小巴35線取代                                                                                  |
| 59S          | 屯門碼頭→旺角（西洋菜南街）                                     | 2015年12月21日                                              | 客量不足 |
| 60 第1代     | 尖沙咀碼頭↔汀九                                                 | 1975年10月                                                  | 於1975年9月尾服務後便沒有再提供服務 |
| 60 第2代     | 梨木樹↔汀九                                                     | 1978年5月28日                                               | 由現已取消的60R線取代 |
| 60 第3代     | 友愛南↔長沙灣                                                   | 2004年2月8日                                                | 西鐵通車，配合路線重組，由66線繞經安定/友愛取代                                                                                             |
| 60P          | 屯門市中心↔上水                                                 | 1999年9月17日                                               | 臨時路線，由專線小巴44取代 |
| 60R 第1代    | 汀九↔石梨                                                       | 1983年                                                      | 由荃灣至青龍頭專線小巴線取代 |
| 60R 第2代    | 屯門市中心↔九巴屯門廠                                           | 2023年6月11日                                               | 因「九巴有請‧體驗日」活動完結而停駛 |
| 61U          | 恒順園→屯門公路轉車站                                           | 2013年1月 2013年10月28日                                    | 由61M線取代，後於2013年9月30日以試辦形式復辦，試辦期結束後取消服務                                                                          |
| 63M          | 元朗東↔青衣機鐵站                                               | 2004年2月22日                                               | 西鐵通車，由68A線延長至青衣機鐵站取代 |
| 63P          | 洪水橋→荃灣地鐵站                                               | 2004年2月22日                                               | 西鐵通車 |
| 64           | 元朗西↔大埔墟                                                   | 1983年4月7日                                                | 更改編號為64K線 |
| 64M          | 天耀↔荃灣如心廣場                                               | 2004年4月4日                                                | 西鐵通車導致客量大跌而停駛，並由69P（天耀→葵芳鐵路站）所取代                                                                                |
| 64P 第1代    | 元朗（西）↔大埔墟鐵路站（經錦田公路）                           | 2014年10月4日                                               | 配合路線重組，由54及64K的八達通轉乘優惠取代                                                                                                 |
| 65           | 嘉道理農場↔大埔墟                                               | 1983年5月2日                                                | 更改編號為65K線 |
| 66 第1代     | 美孚↔大興                                                       | 1980年5月6日                                                | 由66M線取代，但是僅停辦4個月後復辦並由美孚縮短至長沙灣                                                                                      |
| 66 第2代     | 深水埗欽州街↔大興                                               | 2013年9月28日                                               | 客量不足，另外配合屯門公路巴士轉乘站啟用而重組路線，由屯門公路巴士轉乘站轉乘巴士線取代                                                      |
| 66P          | 大興↔荃灣鐵路站                                                 | 2014年10月11日                                              | 配合路線重組，由66M全日來回改經青雲路及皇珠路取代                                                                                           |
| 68 第1代     | 元朗東↔深水埗欽州街                                             | 1998年5月26日                                               | 大欖隧道通車，由63M線（已停駛）及大欖隧道轉乘巴士線取代，於2020年4月27日復辦第2代68線，來往峻巒及形點II（循環線）                           |
| 68A 第1代    | 朗屏↔深水埗欽州街                                               | 1998年5月26日                                               | 大欖隧道通車，原定由68M線取代，但是僅停辦19天後復辦並由深水埗縮短至葵興站                                                                   |
| 69 第1代     | 圓洲角↔彩園                                                     | 1987年8月9日                                                | 更改編號為73A線 |
| 69B          | 天水圍市中心↔紅磡碼頭                                           | 2004年9月5日                                                | 配合路線重組，由268B線及269B線取代 |
| 69C 第1代    | 天水圍市中心↔觀塘碼頭                                           | 2004年8月15日                                               | 配合路線重組，由268C線及269C線取代，此路線亦以269C的特別班次名義，於2015年9月12日復辦，來往天水圍（天恩邨）及觀塘碼頭                       |
| 69K 第1代    | 大埔火車站↔彩園                                                 | 1983年7月16日                                               | 九廣鐵路（今東鐵綫路段）電氣化取代 |
| 69K 第2代    | 粉嶺站↔鹿頸                                                     | 1987年9月27日                                               | 當時再沒有適合的車輛行駛，被新界區專線小巴56K線取代                                                                                         |
| 69P 第1代    | 天水圍市中心↔佐敦道碼頭                                         | 2001年3月19日                                               | 由69X線及265B線取代 |
| 70           | 上水↔佐敦匯翔道                                                 | 2008年12月7日                                               | 客量不足，且虧損嚴重，由新線271P線及多組八達通轉乘優惠計劃取代                                                                              |
| 70M          | 穗禾苑↔九龍塘站                                                 | 1987年8月9日                                                | 更改編號為80M線 |
| 70P          | 上水↔觀塘翠屏道                                                 | 2003年7月19日                                               | 配合路線重組，由70X線及277X線取代 |
| 70X          | 觀塘（翠屏道）↔上水                                             | 2013年8月24日                                               | 配合北區「區域性巴士路線重組」計劃第二階段實施而取消 由277X、277P、277E取代                                                                 |
| 71           | 禾輋↔佐敦道碼頭                                                 | 1987年8月9日                                                | 更改編號為81線（第3代） |
| 71X          | 上水↔長沙灣                                                     | 1991年3月29日                                               | 客量不足 |
| 72B          | 大埔中心↔大角咀碼頭                                             | 1991年8月10日                                               | 客量不足，由72線及72X線取代 |
| 72K 第1代    | 大埔工業邨↔廣福                                                 | 1992年5月1日                                                | 由72A線及75K線取代 |
| 74 第1代     | 元朗東↔大埔墟                                                   | 1978年10月1日                                               | 更改編號為64（後來再改為64K） |
| 74 第2代     | 三門仔↔大埔墟                                                   | 1983年4月7日                                                | 更改編號為74K |
| 75           | 大尾篤↔大埔墟                                                   | 1983年5月2日                                                | 更改編號為75K |
| 76           | 上水↔元朗西                                                     | 1983年7月16日                                               | 更改編號為76K |
| 77           | 上水↔元朗西                                                     | 1983年7月16日                                               | 更改編號為77K |
| 78 第1代     | 上水↔沙頭角                                                     | 1983年8月14日                                               | 更改編號為78K |
| 78A 第1代    | 粉嶺站↔鹿頸                                                     | 1983年8月14日                                               | 更改編號為69K（第2代） |
| 81M          | 九龍塘鐵路站↔新田圍                                             | 2013年3月24日                                               | 客量不足，與88M線合併為281M線 |
| 81P          | 沙田圍→尖沙咀（漆咸道南）                                       | 2012年11月26日                                              | 配合路線重組，由281B線取代 |
| 81S 第1代    | 新田圍↔沙田市中心                                               | 1998年7月23日                                               | 配合路線重組，由282線取代 |
| 82           | 聯和墟↔文錦渡                                                   | 1977年3月1日                                                | 配合路線重組，由73線延長至文錦渡取代 |
| 82M          | 九龍塘鐵路站↔廣源                                               | 2013年8月24日                                               | 客量不足，由85A線延長至廣源取代 |
| 82P          | 碩門邨↔鑽石山站                                                 | 2024年10月7日 2024年10月5日（最後服務日期）                 | 因屯馬綫通車引致客量不足 |
| 82S          | 廣源→九龍塘鐵路站                                               | 2014年8月18日                                               | 因馬鞍山綫通車引致客量持續偏低而取消，撥出資源以開辦82C線                                                                                   |
| 82X 第1代    | 沙田第一城↔九龍塘站                                             | 1990年8月1日                                                | 配合路線重組，由84X線取代 |
| 83P 第1代    | 廣源→九龍城碼頭                                                 | 2005年1月31日                                               | 馬鐵通車，由83K線與85A線增設單向轉乘優惠取代                                                                                                |
| 84 第1代     | 三門仔↔大埔墟                                                   | 1978年10月                                                  | 更改編號為74（第2代），後來再改為74K |
| 84 第2代     | 沙田墟↔穗禾苑                                                   | 1982年5月7日                                                | 更改編號為84K（第1代） |
| 84K 第1代    | 圓洲角↔穗禾苑                                                   | 1984年12月2日                                               | 配合路線重組 |
| 84K 第2代    | 富安花園↺大學火車站                                             | 1994年6月1日                                                | 客量不足 |
| 84X          | 濱景花園→鑽石山地鐵站                                           | 1992年9月7日                                                | 提升為全空調服務，並改編號為284X |
| 85C          | 馬鞍山市中心→紅磡碼頭                                           | 2013年12月28日                                              | 客量不足，由85X線取代 |
| 86B          | 顯徑↔美孚                                                       | 2012年12月1日                                               | 配合路線重組，由286X線取代 |
| 86P 第1代    | 恆安→長沙灣                                                     | 2014年12月6日                                               | 配合路線重組，由286C線取代 |
| 86P 第2代    | 泥涌→沙田站                                                     | 2021年11月29日                                              | |
| 86X          | 利安↔長沙灣                                                     | 2014年12月6日                                               | 配合路線重組，由286C線取代 |
| 87           | 瀝源↔大角咀碼頭                                                 | 2000年5月1日                                                | 客量不足，由88K線與87A線的轉乘優惠取代 |
| 87A          | 博康↔旺角（柏景灣）                                             | 2014年8月23日                                               | 配合路線重組，由287X線取代 |
| 87P 第1代    | 顯徑→維港灣                                                     | 2001年7月16日                                               | 由87B線取代 |
| 87X          | 馬鞍山市中心→尖沙咀漆咸道南 油麻地彌敦道→錦英苑                 | 2000年10月13日                                              | 所有班次併入87D線特別班次 |
| 88 第1代     | 小瀝源↔沙田墟                                                   | 1982年5月6日                                                | 由84K線（第1代）取代 |
| 88A          | 顯田↔沙田墟                                                     | 1982年5月6日                                                | 與88B合併為88K線 |
| 88B          | 何東樓↺大圍                                                     | 1982年5月6日                                                | 與88A合併為88K線 |
| 88M          | 九龍塘鐵路站↔顯徑                                               | 2013年3月24日                                               | 客量不足，與81M線合併為281M線 |
| 88P          | 顯徑↔沙田市中心                                                 | 2001年7月16日                                               | 由88K線取代 |
| 88S          | 顯徑→大圍火車站                                                 | 2005年8月21日                                               | 客量不足，由新界區專線小巴803K線取代 |
| 89A          | 圓洲角↔觀塘碼頭                                                 | 1991年6月21日                                               | 大老山隧道通車，由80X線、89X線及89B線取代                                                                                                   |
| 89R          | 沙田市中心↔西貢                                                 | 1994年7月3日                                                | 客量不足 |
| 90 第1代     | 彩虹邨↔調景嶺                                                   | 1996年10月20日                                              | 因調景嶺平房區清拆而停駛 |
| 91A 第1代    | 坑口↔竹園                                                       | 1979年12月16日                                              | 由91M線取代 |
| 91R 第1代    | 彩虹↔清水灣                                                     | 1999年12月5日                                               | 沒有合適的巴士行走，早在1992年已經沒有任何巴士行駛                                                                                          |
| 93R          | 彩虹↔北潭涌                                                     | 1990年8月5日                                                | 與95R線合併成96R線 |
| 95R          | 北潭涌↔海下                                                     | 1990年8月5日                                                | 與93R線合併成96R線 |
| 201          | 啟德機場↔尖沙咀碼頭                                             | 1986年11月6日                                               | 更改編號為A1 |
| 202 第1代    | 尖沙咀碼頭↔又一村                                               | 1982年3月28日                                               | 客量不足，由九龍區專綫小巴4號線取代。 |
| 202 第2代    | 中港碼頭↺尖沙咀                                                 | 1990年3月1日                                                | 客量不足 |
| 202 第3代    | 蘇屋↺旺角                                                       | 2022年8月14日                                               | 客量不足，由31B新增由發祥街往奧運站的分段收費取代                                                                                           |
| 203 第1代    | 尖沙咀碼頭↔北慈雲山                                             | 1980年10月20日                                              | 客量不足 |
| 203 第2代    | 九龍塘（又一城）↺尖沙咀東                                       | 2014年1月18日                                               | 客量不足，與2C線合併為203C線；而由澤安邨開出的特別班次則更改為203S線                                                                        |
| 203X         | 彩虹→佐敦                                                       | 2023年8月28日 2023年8月25日（最後服務日期）                 | 客量不足 |
| 204          | 觀塘裕民坊↺荔枝角                                               | 1982年3月1日                                                | 客量不足 |
| 205          | 佐敦道碼頭↺彩虹                                                 | 1975年9月23日                                               | 客量不足 |
| 205M         | 黃大仙 → 慈雲山（中）                                           | 2021年9月6日                                                | 客量不足 |
| 206S         | 尖沙咀東↔美孚                                                   | 1992年4月5日                                                | 241S延長至九龍車站，由241S線取代 |
| 207          | 筆架山↔尖沙咀碼頭                                               | 1982年3月1日                                                | 客量不足 |
| 209          | 尖沙咀碼頭↔順利                                                 | 1982年10月26日                                              | 由26線取代 |
| 210          | 尖沙咀碼頭↔郝德傑道                                             | 1983年6月15日                                               | 由九龍區專線小巴30M線（已停駛）取代 |
| 211 第1代    | 尖沙咀碼頭↔觀塘月華街                                           | 1982年2月28日                                               | 客量不足 |
| 212 第1代    | 尖沙咀碼頭↔荔枝角（橋底）                                       | 1976年4月15日                                               | 由216線取代 |
| 212 第2代    | 長沙灣深旺道↔黃埔花園                                           | 2017年7月1日                                                | 因觀塘綫延綫通車，導致客量不足 |
| 214 第1代    | 彩虹↺安達臣道                                                   | 1986年5月21日                                               | 客量不足，並和90線重疊，由90線取代，於2016年8月13日復辦第二代214線，來往油塘及長沙灣（甘泉街）                                              |
| 216          | 紅磡車站↔美孚新邨                                               | 1982年5月16日                                               | 荃灣綫通車導致客量大跌而停駛 |
| 216S         | 藍田廣田邨↔紅磡車站                                             | 1996年5月1日                                                | 通宵線編號重組，更改編號為N216 |
| 217P         | 愛民↔觀塘月華街                                                 | 2002年4月26日                                               | 17線提升為全空調服務，並併入17線 |
| 219M         | 麗港城↔觀塘地鐵站                                               | 1994年12月12日                                              | 客量不足，由九龍專線小巴23B線取代 |
| 219P         | 上午班次：油塘→尖沙咀→麗港城 下午班次：香港科學館→油塘          | 2013年10月12日                                              | 配合路線重組，由14X線(第2代)及219X線取代 |
| 223          | 大埔火車站↔新屋家                                               | 1994年5月17日                                               | 新界區專線小巴23K線因加車租問題觸發司機於同年5月16日罷駛，九巴開辦本線為受影響的乘客服務，翌日專綫小巴司機罷工結束，23K線恢復服務，本線停辦 |
| 224M         | 德福花園↺九龍灣                                                 | 2013年3月28日                                               | 客量不足，由28B線取代 |
| 234P 第1代   | 深井→荃灣地鐵站                                                 | 1999年3月28日                                               | 客量不足 |
| 234S         | 深井（碧堤半島）→青衣鐵路站                                     | 2014年4月22日                                               | 客量不足，由新界專線小巴308M及308A線取代 |
| 235X         | 安蔭→尖沙咀碼頭                                                 | 1996年5月19日                                               | 35A延長至尖沙咀東，由35A線取代 |
| 237A         | 葵盛（中）→尖沙咀東（麼地道）                                   | 2024年8月19日                                               | 由37X線取代 |
| 238S         | 海濱花園→中港碼頭                                               | 2016年10月17日                                              | 客量不足，由238P線取代 |
| 241S         | 長亨↔紅磡車站                                                   | 1996年5月1日                                                | 通宵線編號重組，更改編號為N241 |
| 243R         | 青衣機鐵站↔青嶼幹線訪客中心                                     | 1999年10月1日                                               | 客量不足，由新界專線小巴309M線（已取消）取代                                                                                                |
| 244X         | 青衣碼頭→尖沙咀碼頭                                             | 1995年11月5日                                               | 41A延長至尖沙咀東，由41A線取代 |
| 246          | 尖沙咀↔麗瑤                                                     | 1982年5月16日                                               | 配合荃灣綫通車而取消，由46線取代 |
| 248P         | 駿景園→荃灣西站                                                 | 2013年8月24日                                               | 由88K線轉乘48X線取代 |
| 250          | 尖沙咀↔元朗（東）                                               | 1982年3月21日                                               | 配合荃灣綫通車而取消，由50線及68線（均已取消）取代                                                                                          |
| 257B         | 山景→尖沙咀                                                     | 2009年10月19日                                              | 九龍南綫通車導致客量不足 |
| 258B         | 良景→尖沙咀碼頭                                                 | 2000年8月28日                                               | 配合路線重組，由260X線取代 |
| 258C         | 建生→尖沙咀碼頭                                                 | 2000年8月28日                                               | 配合路線重組，由260X線取代 |
| 260A         | 兆康苑→紅磡車站                                                 | 2009年10月19日                                              | 九龍南綫通車導致客量不足 |
| 260P         | 山景→旺角（奶路臣街）                                           | 2011年9月19日                                               | 九龍南綫通車導致客量不足，撥出資源以開辦258S線                                                                                              |
| 260S         | 廣東道（麗澤中學）→寶田                                         | 2009年10月25日                                              | 九龍南綫通車導致客量不足，4班車撥回260X |
| 261M         | 三聖↔荃灣地鐵站                                                 | 2004年2月8日                                                | 西鐵通車，配合路線重組，由61M線取代 |
| 261R         | 屯門市中心↔上水                                                 | 2000年6月4日                                                | 提升至每日服務，更改編號為261 |
| 262P         | 三聖↔荃灣地鐵站                                                 | 2004年2月8日                                                | 西鐵通車，配合路線重組，由61M線取代 |
| 263M         | 青衣鐵路站↔富泰                                                 | 2013年9月28日                                               | 客量不足，另外配合屯門公路巴士轉乘站啟用而重組路線，由屯門公路巴士轉乘站轉乘巴士線取代                                                      |
| 263P         | 富泰↔青衣機鐵站                                                 | 2005年6月13日                                               | 客量不足 |
| 263R         | 屯門市中心↔沙田火車站                                           | 2002年7月21日                                               | 提升至每日服務，更改編號為263 |
| 264M         | 天恩↔青衣鐵路站                                                 | 2014年11月22日                                              | 配合路線重組，由68E線延長至青衣鐵路站取代                                                                                                   |
| 265P         | 天恩→麗瑤                                                       | 2014年11月29日                                              | 配合路線重組，改以265M線取代 |
| 267S         | 兆康苑→尖沙咀                                                   | 2016年10月31日                                              | 九龍南線通車後客量不足 |
| 268B 第1代   | 元朗東↔尖沙咀碼頭                                               | 1998年5月26日                                               | 大欖隧道通車，由269B線取代。 |
| 269B 第1代   | 天瑞→尖沙咀碼頭                                                 | 1993年10月28日                                              | 由69X線取代 |
| 270P 第1代   | 聯和墟（榮輝中心）↔翠麗花園                                     | 1999年9月5日                                                | 由278K線取代 |
| 271S         | 富亨↔紅磡車站                                                   | 1996年5月1日                                                | 通宵線編號重組，更改編號為N271 |
| 275          | 大埔墟站↔香港教育學院（假日停駛）                               | 2011年12月19日                                              | 配合路線重組，由74K線提升至每日全日服務及加經香港教育學院取代（最後服務日為2011年12月17日）                                                 |
| 275P         | 大埔墟站↔香港教育學院                                           | 2003年6月4日                                                | 配合重組香港教育學院巴士路線而停駛，由275線取代                                                                                             |
| 275S 第1代   | 大埔墟站↔大埔海濱公園                                           | 2002年6月1日                                                | 客量不足 |
| 275S 第2代   | 大埔墟站↔香港教育學院（只於假日服務）                           | 2011年12月19日                                              | 配合路線重組，由74K線提升至每日全日服務及加經香港教育學院取代                                                                               |
| 277          | 朗屏邨↔落馬洲                                                   | 2008年6月22日                                               | 客量不足，由76K線延長至朗屏邨及B1線（第2代）取代                                                                                            |
| 278P 第1代   | 上水→荃灣（如心廣場）                                           | 1998年11月1日                                               | 提升為全日服務，並改編號為278X線 |
| 279P         | 聯和墟↔青衣機鐵站                                               | 2002年8月3日                                                | 提升為全日服務，並更改編號為279X線 |
| 280P         | 穗禾苑→尖沙咀（中間道）                                         | 2015年1月24日                                               | 由取道青沙公路往返的全日新路線280X線取代 |
| 281 第1代    | 沙田市中心↔富豪花園                                             | 1988年7月18日                                               | 由284線取代 |
| 281P         | 廣源→紅磡車站                                                   | 1999年9月25日                                               | 與287P合併為全日新路線281A |
| 281S         | 錦英苑↔紅磡車站                                                 | 1996年5月1日                                                | 通宵線編號重組，更改編號為N281 |
| 284X         | 濱景花園↔鑽石山地鐵站                                           | 1993年6月20日                                               | 由82X線（第2代）取代 |
| 285 第1代    | 海栢花園↺恆安                                                   | 2005年1月23日                                               | 因馬鐵通車而停辦；而特別班次則更改為87P線（第2代）                                                                                          |
| 286P 第1代   | 利安↔美林                                                       | 2005年1月31日                                               | 馬鐵通車導致客量大跌 |
| 287K         | 馬鞍山市中心↔大學火車站                                         | 2005年1月23日                                               | 馬鐵通車，開辦新界區專線小巴807A線取代此線                                                                                                  |
| 287P 第1代   | 圓洲角→尖沙咀碼頭                                               | 1999年9月25日                                               | 與281P合併為全日新路線281A |
| 288S         | 恆安↔田心                                                       | 1991年1月28日                                               | 由281S線取代 |
| 289R 第1代   | 北潭涌↔沙田市中心                                               | 2000年12月10日                                              | 客量不足，於2019年3月24日復辦第2代289R線，由黃石碼頭開往沙田市中心                                                                          |
| 290 第1代    | 彩虹↔調景嶺                                                     | 1996年10月13日                                              | 因調景嶺平房區清拆而停駛，於2015年3月28日復辦第2代290線，來往荃灣西站及將軍澳（彩明）                                                       |
| 290B         | 荃灣西站↔將軍澳工業邨                                           | 2024年9月30日 2024年9月27日（最後服務日期）                 | 併入290E |
| 291          | 九龍城碼頭↔清水灣                                               | 1980年6月13日                                               | 由91R線（已取消）取代 |
| 291M         | 彩虹地鐵站↔銀線灣                                               | 1981年3月2日                                                | 客量不足 |
| 291R         | 大坳門↔大坑墩                                                   | 2000年3月26日                                               | 沒有合適的巴士行走，早在1996年已經沒有任何巴士行駛                                                                                          |
| 293          | 大網仔↔九龍城碼頭                                               | 1982年3月14日                                               | 由九龍巴士93R線取代 |
| 293P         | 寶林→旺角火車站                                                 | 2002年8月24日                                               | 配合將軍澳綫通車 |
| 293S 第1代   | 寶林↔旺角火車站                                                 | 1996年5月1日                                                | 通宵線編號重組，更改編號為N293 |
| 296          | 康盛花園↺尚德                                                   | 2002年8月11日                                               | 更改編號為296M |
| 296X         | 尚德↔紅磡碼頭                                                   | 2002年4月1日                                                | 改由新世界第一巴士營辦，更改編號為796X |
| 297P 第1代   | 紅磡碼頭↔坑口（北）                                             | 1998年11月25日                                              | 提升至每天全日服務，並更改編號為297；現297P為297不入九龍灣商貿區特別班次                                                                    |
| 298 第1代    | 藍田地鐵站↔香港科技大學                                         | 2002年9月23日                                               | 配合將軍澳綫通車而重組巴士路線，由298M及298P（第3代）取代                                                                                   |
| 298B         | 坑口（北）↔黃大仙                                               | 2002年9月16日                                               | 此線長久以來受制於新界區專線小巴102線，加上將軍澳綫通車引致客量急劇下跌而停駛                                                               |
| 298C         | 坑口（北）↔美孚                                                 | 2024年11月2日 2024年11月1日（最後服務日期）                 | 併入98S及298X |
| 298M         | 寶林↔香港科技大學                                               | 2004年6月19日                                               | 客量不足，由91M線取代 |
| 298P 第1代   | 坑口（北）→尖沙咀                                               | 1992年8月3日                                                | 提升為全日服務並改編號為98D |
| 298P 第2代   | 坑口（銀澳路）→藍田地鐵站                                       | 2002年8月26日                                               | 地鐵將軍澳綫通車而停辦 |
| 298P 第3代   | 藍田地鐵站↔香港科技大學                                         | 2006年6月12日                                               | 客量不足 |
| 299          | 沙田市中心↔西貢                                                 | 2014年1月11日                                               | 改經馬鞍山繞道，並更改編號為299X線；而馬鞍山一段由99延長至恆安邨取代。                                                                      |
| 870M         | 九龍塘地鐵站↔沙田馬場                                           | 1982年9月                                                   | 客量不足 |
| 880          | 尖沙咀碼頭↔沙田馬場                                             | 1980年9月21日                                               | 客量不足 |
| 885          | 沙田馬場 → 利安                                                 | 2018年9月2日（正式生效日期） 2018年7月15日（最後服務日期）  | 客量不足 |
| 886 第1代    | 荔枝角（橋底）→沙田馬場                                         | 1982年9月                                                   | 客量不足，由848線取代。後於1990年4月21日配合城門隧道通車，848改經城門隧道而不再途經深水埗區而復辦，不過改為由沙田馬場單向前往美孚。         |
| 886 第2代    | 沙田馬場 → 美孚                                                 | 2018年9月2日（正式生效日期） 2018年7月15日（最後服務日期）  | 客量不足 |
| 890          | 彩虹→沙田馬場                                                   | 1982年9月                                                   | 客量不足，由889線取代 |
| A1           | 啟德機場↺尖沙咀                                                 | 1998年7月6日                                                | 配合赤鱲角香港國際機場啟用而取消 |
| A4           | 啟德機場↔中港碼頭                                               | 1991年5月1日                                                | 客量不足 |
| A7           | 啟德機場↺九龍塘地鐵站                                           | 1998年7月6日                                                | 配合赤鱲角香港國際機場啟用而取消 |
| B1 第1代     | 太子地鐵站↔尖沙咀碼頭                                           | 2003年1月1日                                                | 因路線與地鐵重疊而被運輸署勒令停駛 |
| H1           | 天恩↔瑪嘉烈醫院                                                 | 2003年5月27日                                               | 嚴重急性呼吸系統症候群爆發期間為醫護人員提供特別服務                                                                                        |
| HK1 第1代    | 大學鐵路站↔馬術比賽場地（沙田）                                 | 2008年9月11日                                               | 2008年奧運會及殘奧會馬術比賽圓滿結束 |
| HK2          | 粉嶺鐵路站（百和路）↔馬術比賽場地（雙魚河）                     | 2008年8月11日                                               | 2008年奧運會馬術比賽圓滿結束 |
| HK3          | 粉嶺鐵路站（粉嶺車站路）↔馬術比賽場地（雙魚河）                 | 2008年8月11日                                               | 2008年奧運會馬術比賽圓滿結束 |
| KB1          | 九巴九龍灣車廠地下↔九巴九龍灣車廠天台                           | 2023年5月20日                                               | 因「九巴有請‧體驗日」活動完結而停駛 |
| M1           | 九龍機鐵站↔尖沙咀東                                             | 1998年10月11日                                              | 客量不足，由機場快綫接駁巴士取代 |
| M2           | 九龍機鐵站↔又一村                                               | 1998年11月1日                                               | 客量不足，由九龍巴士203線取代 |
| M5           | 九龍車站↔尖沙咀地鐵站                                           | 1989年9月10日                                               | 客量不足 |
| M7           | 九龍塘地鐵站↔尖沙咀地鐵站                                       | 1989年8月6日                                                | 不詳 |
| N76          | 上水↔落馬洲                                                     | 2014年1月18日                                               | 配合北區「區域性巴士路線重組」計劃第三階段實施，與N270合併成為新線N73                                                                       |
| N265         | 油塘→天恆（節日特別路線）                                       | 2005年2月9日                                                | 客量不足，在2006年後的農曆新年再沒有提供服務                                                                                                |
| N270         | 沙田市中心↔上水                                                 | 2014年1月18日                                               | 配合北區「區域性巴士路線重組」計劃第三階段實施，與N76合併成為新線N73                                                                        |
| N277         | 元朗（西）↔落馬洲                                               | 2009年8月30日                                               | 客量不足，由新界區專線小巴79S線取代 |
| T1 第2代     | 九龍遊                                                          | 2002年6月1日                                                | 客量不足 |

## 龍運巴士
| 編號       | 路線                                                                                      | 取消日期                                                     | 原因／替代路線                                                                         |
| ---------- | ----------------------------------------------------------------------------------------- | ------------------------------------------------------------ | -------------------------------------------------------------------------------------- |
| A33P       | 屯門（鍾屋村）→機場（地面運輸中心）                                                       | 2020年12月28日                                               | 配合屯門赤鱲角隧道通車路線重組而取消服務，由A34線取代                                  |
| A47        | 大埔（富亨）↔機場（地面運輸中心）                                                         | 2017年1月27日                                                | 客量不足，由A47X線取代                                                                 |
| E34        | 天水圍市中心↔機場（地面運輸中心）                                                         | 2014年12月6日                                                | 配合路線重組，分拆為E34A線及E34B線；而由逸東開出的特別班次則獲獨立編號為E34P線(第二代) |
| E34A       | 天水圍市中心↔機場（地面運輸中心）                                                         | 2021年6月20日                                                | 配合路線重組，改經屯門赤鱲角隧道，由E37線取代                                          |
| E34B       | 元朗（媽橫路）↔機場（地面運輸中心）                                                       | 2021年6月20日                                                | 配合路線重組，改經屯門赤鱲角隧道，由E36線取代                                          |
| E34P 第1代 | 天水圍市中心→機場（地面運輸中心）                                                         | 2010年5月1日                                                 | 配合路線重組，由E34線特別班次（不經元朗）取代                                          |
| E34P 第2代 | 天水圍市中心↔東涌（逸東邨）                                                               | 2021年6月20日                                                | 配合路線重組，改經屯門赤鱲角隧道，由E36A線取代                                         |
| E34S       | 天水圍市中心→機場（地面運輸中心）                                                         | 2014年12月6日                                                | 配合路線重組，由E34A線取代                                                             |
| E34X       | 天水圍市中心→東涌（逸東邨）                                                               | 2021年6月20日                                                | 配合路線重組，改經屯門赤鱲角隧道，由E36A線取代                                         |
| N30P       | 紅橋↔東涌站                                                                               | 2021年6月20日                                                | 由重組路線後的N30線取代。                                                              |
| N30S       | 元朗站↔東涌站                                                                             | 2021年6月20日                                                | 由重組路線後的N30線取代。                                                              |
| N31D       | 荃灣（愉景新城）↔機場（地面運輸中心）（經：迪士尼度假區）                                 | 2005年11月17日                                               | 由迪士尼樂園員工巴士取代                                                               |
| N42P       | 上水站→機場（地面運輸中心）                                                               | 2022年11月28日（正式生效日期） 2020年7月31日（最後服務日期） | 客量嚴重不足                                                                           |
| NA30       | 第一次：荃灣（麗城花園）↔機場（地面運輸中心） 第二次：港珠澳大橋香港口岸→荃灣（愉景新城） | 第一次：2017年11月1日 第二次：2019年2月28日                  | 客量不足                                                                               |
| NA34       | 天水圍市中心↔港珠澳大橋香港口岸                                                           | 2021年6月20日                                                | 由NA36線（不經天水圍）,往天水圍服務由NA37線加強服務取代                                |
| S61        | 東涌地鐵站↺機場客運大樓                                                                   | 1999年6月20日                                                | 由龍運巴士與城巴聯營的S1線取代                                                         |
| S62        | 東涌地鐵站↺機場貨運區                                                                     | 1999年6月20日                                                | 併入S63線                                                                              |
| S63        | 東涌地鐵站↺航機膳食區                                                                     | 2002年4月7日                                                 | 併入S64線                                                                              |
| S65        | 滿東邨↺機場客運大樓                                                                       | 2022年12月11日                                               | 併入S64X線                                                                             |
| T39        | 屯門（悅湖山莊）↔東涌鐵路站                                                               | 2008年9月16日                                                | 配合渡輪航線重新投入服務而取消                                                         |
| X31        | 荃灣碼頭↺青嶼幹線                                                                         | 1997年9月5日                                                 | 青嶼幹線剛落成時的不停站遊覽線 併入E31線                                               |
| X32        | 葵芳地鐵站↺青嶼幹線                                                                       | 1997年12月7日                                                | 青嶼幹線剛落成時的不停站遊覽線                                                         |
| X34        | 機場博覽館→天水圍市中心                                                                   | 2021年9月27日                                                | 由延長後的X33和新開辦的X36線取代。                                                     |
| X41        | 機場博覽館→沙田（愉翠苑）                                                                 | 2019年4月4日                                                 | 由X40線取代。                                                                          |
| X48        | 大圍鐵路站↔機場博覽館                                                                     | 2010年12月18日                                               | 不詳                                                                                   |

## 新大嶼山巴士
| 編號      | 路線                          | 取消日期      | 原因／替代路線                         |
| --------- | ----------------------------- | ------------- | -------------------------------------- |
| 1R 第1代  | 梅窩↔大澳                     | 1991年        | 由1號線加密班次取代                    |
| 2R        | 昂坪↔大澳                     | 1994年3月14日 | 提升至每日服務，並改稱21線             |
| 3         | 梅窩↔東涌舊碼頭               | 2006年9月29日 | 客量不足，由3M及A35取代                |
| 4R        | 長沙村↔梅窩                   | 1991年        | 由1號及4號線取代                       |
| 5 第1代   | 梅窩↔大浪灣村                 | 1977年3月1日  | 客量不足                               |
| 5 第2代   | 梅窩↔沙咀                     | 2000年2月19日 | 客量不足，併入1號線                    |
| 6 第1代   | 東涌舊碼頭↔大澳               | 1980年代      | 不詳                                   |
| 6 第2代   | 東涌舊碼頭↔長沙               | 1992年        | 不詳                                   |
| 7         | 梅窩↔貝澳                     | 2001年5月21日 | 改為星期六下午及假日行走並更改為7P線   |
| 7P        | 梅窩↔貝澳                     | 2006年1月7日  | 由1號及4號線取代                       |
| 8         | 梅窩↔長沙海灘                 | 1985年7月7日  | 由已取消的4R線取代                     |
| 8S        | 昂坪市集↺寶蓮寺（地壇）       | 2007年        | 寶蓮寺進行擴建工程，舊巴士總站永久封閉 |
| 13        | 梅窩↔東涌市中心               | 2001年5月21日 | 更改編號為3M線                         |
| 31        | 東涌碼頭（馬灣涌）↔大澳       | 2001年5月21日 | 併入11號線                             |
| 36P       | 東涌市中心↔竹篙灣             | 2005年8月21日 | 由於香港迪士尼樂園峻工而停辦           |
| 37A 第1代 | 東涌地鐵站↺東涌（北）／文東路 | 2004年4月4日  | 由37號線取代                           |
| 38P       | 逸東（裕東路）↺富東（達東路） | 2012年1月9日  | 併入38X線                              |
| N11       | 大澳↔東涌市中心               | 2000年2月19日 | 客量不足                               |
| N13       | 梅窩↔東涌市中心               | 1998年11月1日 | 由N35線取代                            |
| P1        | 青衣站↔竹篙灣                 | 2005年8月21日 | 由於香港迪士尼樂園峻工而停辦           |

## 過海巴士路線
關於香港國際機場及大嶼山來往港島區的已取消巴士路線，請參閱城巴#專營權二
| 編號       | 路線                                                                | 取消日期                                                     | 營辦商        | 原因／替代路線 |
| ---------- | ------------------------------------------------------------------- | ------------------------------------------------------------ | ------------- | --- |
| 100        | 尖沙咀↺銅鑼灣                                                       | 1997年5月1日                                                 | 九巴          | 因與地鐵荃灣線嚴重重疊和西區海底隧道的通車而被運輸處勒令取消                                                                     |
| 100D       | 尖沙咀碼頭↺中環                                                     | 1997年10月8日                                                | 九巴          | 旅遊協會推廣計劃完结 |
| 103P       | 蒲飛路→旺角 (染布房街)                                              | 2021年9月20日                                                | 城巴、九巴    | 客量不足 |
| 105        | 荔枝角↔西環                                                         | 1997年5月1日                                                 | 中巴、九巴    | 西隧通車，由905、第1代905P及105A取代                                                                                             |
| 105A       | 中環港澳碼頭↔紅隧收費廣場                                           | 2000年2月8日                                                 | 新巴、九巴    | 運輸處勒令取消，由301線取代 |
| 105R       | 會展新翼→美孚                                                       | 2022年7月22日 2021年7月16日（最後服務日期）                  | 新巴、九巴    | |
| 111A       | 彩虹↔銅鑼灣（興發街）                                               | 1988年2月17日                                                | 中巴、九巴    | 由已停駛的過海隧道巴士111S線取代                                                                                                 |
| 111S       | 彩虹↔銅鑼灣（維多利亞公園）                                         | 1988年2月7日                                                 | 中巴、九巴    | 由N111線取代 |
| 112A       | 旺角↔銅鑼灣（興發街）                                               | 1997年2月17日                                                | 中巴、九巴    | 由112S線取代 |
| 112S       | 太子站↔銅鑼灣（維多利亞公園）                                       | 1993年1月23日                                                | 中巴、九巴    | 由N112線取代 |
| 114        | 深水埗碼頭↔中環港澳碼頭                                             | 1997年5月1日                                                 | 中巴、九巴    | 西隧通車，更改編號為914線 |
| 117 第1代  | 深水埗欽州街↔跑馬地下                                               | 1997年5月1日                                                 | 城巴、九巴    | 西隧通車，更改編號為917線（其後回復為117線）                                                                                     |
| 119        | 順利↔中環港澳碼頭                                                   | 1995年1月16日                                                | 中巴、九巴    | 分拆為115線及619線 |
| 121        | 牛頭角↔中環港澳碼頭                                                 | 1996年5月1日                                                 | 中巴、九巴    | 路線更改編號為N121線 |
| 122        | 美孚↔北角碼頭                                                       | 1996年5月1日                                                 | 中巴、九巴    | 路線更改編號為N122線 |
| 141        | 觀塘（仁愛圍）↔中環港澳碼頭                                         | 1993年3月15日                                                | 中巴、九巴    | 由641線取代 |
| 171R       | 海洋公園→旺角                                                       | 2017年10月                                                   | 城巴、九巴    | 配合南港島綫通車 |
| 182P       | 愉翠苑↔中環港澳碼頭                                                 | 2012年8月27日                                                | 城巴、九巴    | 配合路線重組，由過海隧道巴士982X線取代                                                                                           |
| 200        | 啟德機場↔中環（港澳碼頭）                                           | 1986年11月6日                                                | 九巴          | 配合路線重組，由A2線及A3線取代                                                                                                   |
| 300        | 太子站↔上環                                                         | 1999年5月17日                                                | 九巴          | 因與地鐵荃灣線嚴重重疊和西區海底隧道的通車而被運輸處勒令取消                                                                     |
| 301        | 紅磡海底隧道收費廣場→上環                                           | 2022年5月16日（正式生效日期） 2022年5月13日（最後服務日期）  | 新巴、九巴    | 配合東鐵綫過海段通車 |
| 303        | 耀安→上環                                                           | 1998年9月1日                                                 | 中巴、九巴    | 中巴專營權結束，原本運輸署計劃取消，但在居民爭取下，加上城巴有意接辦該線，當日起改由九巴及城巴合營，路線改稱過海隧道巴士681P線。 |
| 305        | 美田→上環                                                           | 2015年8月22日                                                | 新巴、九巴    | 改經西隧，並改稱過海隧道巴士985線                                                                                                |
| 307B       | 運頭塘→上環                                                         | 2020年1月20日                                                | 城巴、九巴    | 改經西區海底隧道，並更改編號為過海隧道巴士907B線                                                                                 |
| 307C       | 大埔頭→灣仔（香港會議展覽中心）                                     | 2020年1月20日                                                | 城巴、九巴    | 更改編號為過海隧道巴士907C線 |
| 312        | 紅磡海底隧道收費廣場→北角（渣華道）                                 | 1992年10月1日                                                | 中巴、九巴    | 客量不足，中巴以試驗期結束為由取消服務                                                                                           |
| 334        | 灣景花園→上環                                                       | 1997年5月1日                                                 | 九巴          | 西隧通車，更改編號為過海隧道巴士934線                                                                                            |
| 336        | 梨木樹→上環                                                         | 2014年6月16日                                                | 九巴          | 改經西隧，並更改編號為936線 |
| 337        | 葵盛↔上環                                                           | 1998年9月1日                                                 | 中巴、九巴    | 中巴專營權結束，因客量不足而停駛                                                                                                 |
| 348        | 長安↔上環                                                           | 1997年9月8日                                                 | 中巴、九巴    | 西隧通車，更改編號為948 |
| 368        | 元朗（西）→上環                                                     | 1998年9月21日                                                | 九巴          | 大欖隧道通車導致客量不足 |
| 369        | 天耀→上環                                                           | 1998年9月21日                                                | 九巴          | 大欖隧道通車導致客量不足 |
| 373A       | 粉嶺（華明）↔灣仔北                                                 | 2015年8月22日                                                | 九巴          | 更改編號為過海隧道巴士978線 |
| 373P       | 上水→上環                                                           | 2005年3月29日                                                | 九巴          | 由373線及373A線取代 |
| 606P       | 彩雲（豐盛街）→小西灣（藍灣半島）                                   | 2013年12月15日                                               | 城巴、九巴    | 配合路線重組，由606A線及606X線取代                                                                                               |
| 680A       | 利安邨→金鐘（東）                                                   | 2022年8月29日                                                | 新巴、九巴    | 併入680線 |
| 682C       | 沙田第一城→北角                                                     | 2024年8月19日                                                | 城巴          | 由982C線增設班次取代 |
| 682D       | 碩門邨→柴灣（東）                                                   | 2022年5月3日（正式生效日期） 2022年2月25日（最後服務日期）   | 新巴          | 由982C線取代 |
| 682X       | 泥涌→柴灣（東）                                                     | 2023年1月3日 2022年12月30日（最後服務日期）                  | 新巴          | 由988線增設去程服務取代 |
| 686        | 大圍站↔西灣河                                                       | 2022年10月3日                                                | 城巴          | 配合路線重組，改經西隧，並更改編號為過海隧道巴士986線                                                                            |
| 691        | 坑口北↔中環港澳碼頭                                                 | 2002年8月28日                                                | 新巴、九巴    | 將軍澳綫通車導致客量急劇下降，與693線合併成692線(已停駛)                                                                         |
| 691P       | 坑口北↔中環港澳碼頭                                                 | 2002年8月28日                                                | 新巴、九巴    | 將軍澳綫通車導致客量急劇下降，由692線取代(已停駛)                                                                                |
| 691S       | 坑口（北）→金鐘（海富中心）                                         | 2002年8月28日                                                | 新巴          | 將軍澳綫通車導致客量急劇下降，由692線取代(已停駛)                                                                                |
| 692        | 坑口北↔中環 (交易廣場)                                              | 2013年11月30日                                               | 新巴、九巴    | 將軍澳綫通車以來客量一直偏低，由690線/694線轉乘296M線／798線取代                                                                 |
| 692P       | 坑口北↔中環 (交易廣場)                                              | 2018年9月24日（正式生效日期） 2018年9月21日（最後服務日期）  | 新巴、九巴    | 客量不足，由690線及694線取代 |
| 693        | 尚德↔中環交易廣場                                                   | 2002年8月28日                                                | 九巴          | 將軍澳地鐵通車後，導致大量乘客流失，與691系列路線合併為692及692P線（兩者均已取消）                                               |
| 693P       | 尚德↔中環交易廣場                                                   | 2002年8月28日                                                | 九巴          | 將軍澳地鐵通車後，導致大量乘客流失，與691系列路線合併為692及692P線（兩者均已取消）                                               |
| 698R       | 小西灣（藍灣半島）↔黃石碼頭（假日路線）                             | 2014年11月16日（正式生效日期） 2014年11月9日（最後服務日期） | 城巴          | 客量不足，由606線轉乘96R線或694線轉乘792M線取代                                                                                  |
| 802        | 沙田馬場 → 小西灣（藍灣半島）                                       | 2018年9月2日（正式生效日期） 2018年7月15日（最後服務日期）   | 新巴、九巴    | 客量不足，由東鐵綫及106線／118線（於紅磡站轉乘）取代                                                                             |
| 807        | 沙田馬場 → 華富（中）                                               | 2008年8月31日（正式生效日期） 2008年7月3日（最後服務日期）   | 城巴、九巴    | 客量不足，由東鐵綫及107線／170線（於紅磡站轉乘）取代                                                                             |
| 811        | 沙田馬場 → 堅尼地城                                                 | 2018年9月2日（正式生效日期） 2018年7月15日（最後服務日期）   | 新巴、九巴    | 客量不足，由九廣東鐵（今東鐵綫）及101線／104線（於紅磡站轉乘）取代                                                               |
| 881        | 沙田馬場 → 堅尼地城                                                 | 1985年12月15日                                               | 中巴、九巴    | 客量不足，後於1991年開辦811線(已停駛)取代                                                                                        |
| 882        | 沙田馬場 ↔ 柴灣（東）                                               | 1985年12月15日                                               | 中巴、九巴    | 客量不足，後於1991年開辦802線(已停駛)取代                                                                                        |
| 884        | 沙田馬場 ↔ 香港仔（經：半山區、薄扶林）                             | 1985年12月15日                                               | 中巴、九巴    | 客量不足，後於1996年開辦807線(已停駛)取代                                                                                        |
| 905P 第1代 | 荔枝角↔堅尼地城                                                     | 1997年9月16日                                                | 新巴、九巴    | 提升至全日服務，並改稱904線 |
| 914P 第1代 | 南昌站↔灣仔                                                         | 2004年10月25日                                               | 新巴、九巴    | 由914X線取代 |
| 917        | 深水埗欽州街↔跑馬地下                                               | 1999年8月16日                                                | 城巴、九巴    | 減少進入中西區的巴士數量，重新改經紅隧並重新更改編號為117                                                                        |
| 962B       | 屯門（置樂花園）↔銅鑼灣（摩頓台）                                   | 2022年7月25日                                                | 城巴          | 更改編號為952線 |
| 962E       | 上午班次：掃管笏→太古（康怡廣場） 下午班次：鰂魚涌（新威園）→掃管笏 | 2022年7月25日                                                | 城巴          | 更改編號為952C線 |
| 962N       | 屯門（置樂花園）↔銅鑼灣（摩頓台）                                   | 2022年7月25日                                                | 城巴          | 更改編號為N952線 |
| 962S       | 屯門（置樂花園）→銅鑼灣（摩頓台）                                   | 2022年7月25日                                                | 城巴          | 更改編號為952P線 |
| 967S       | 銅鑼灣（摩頓台）→天水圍（天恩邨）                                   | 2023年1月1日 2020年1月25日（最後服務日期）                   | 城巴          | 更改編號為967N線 |
| 970P       | 數碼港↔蘇屋                                                         | 2004年7月17日                                                | 新巴          | 配合路線重組，由970線更改路線取代                                                                                                |
| 970R       | 數碼港商場→蘇屋                                                     | 2004年11月12日                                               | 新巴          | 客量不足 |
| 973P       | 深灣→尖沙咀（麼地道）                                               | 2017年7月17日                                                | 城巴          | 客量不足，由973線增設繞經黃竹坑及深灣的特別班次取代                                                                              |
| A2         | 啟德機場↔中環（港澳碼頭）                                           | 1998年7月6日                                                 | 九巴          | 配合赤鱲角香港國際機場啟用而取消                                                                                                 |
| A3         | 啟德機場↺銅鑼灣                                                     | 1998年7月6日                                                 | 九巴          | 配合赤鱲角香港國際機場啟用而取消                                                                                                 |
| A5         | 啟德機場↺太古城                                                     | 1998年7月6日                                                 | 九巴          | 配合赤鱲角香港國際機場啟用而取消                                                                                                 |
| A20 第1代  | 啟德機場↔中環（交易廣場）                                           | 1998年7月6日                                                 | 中巴          | 配合赤鱲角香港國際機場啟用而取消                                                                                                 |
| H1A        | 中環（天星碼頭）→尖沙咀                                             | 2020年1月13日                                                | 新巴          | 因反修例運動引致客量不足 |
| H1S        | 中環（大會堂）↺尖沙咀（東）                                         | 2017年12月31日                                               | 新巴          | 由H2S線取代 |
| N102       | 美孚↔筲箕灣                                                         | 2007年4月2日                                                 | 城巴、九巴    | 配合過海通宵路線重組，由N122線延長至筲箕灣取代                                                                                   |
| N968       | 元朗（西）↔銅鑼灣（天后）                                           | 2008年9月14日                                                | 九巴          | 為減少虧損，改經紅磡海底隧道及西九龍走廊，總站由銅鑼灣（天后）遷往中環（港澳碼頭），並更改編號為N368                             |
| T6         | 香港仔石排灣↔西貢北潭涌（假日路線）                                 | 2006年5月21日（正式生效日期） 2006年5月14日（最後服務日期）  | 九巴          | 客量不足 |
| W1         | 金鐘（西）↔西九龍站                                                 | 2020年7月19日（正式生效日期） 2020年1月29日（最後服務日期）  | 城巴 專營權貳 | 客量嚴重不足 |

## 非過海聯營路線
| 編號      | 路線                          | 取消日期       | 聯營公司       | 原因／替代路線                                                                |
| --------- | ----------------------------- | -------------- | -------------- | ----------------------------------------------------------------------------- |
| 61X       | 金鐘（東）↔淺水灣             | 2004年10月21日 | 城巴、新巴     | 法國空軍花式飛行表演結束                                                      |
| 62X       | 金鐘（東）↔深水灣             | 2004年10月21日 | 城巴、新巴     | 法國空軍花式飛行表演結束                                                      |
| 73X       | 香港仔↔深水灣 淺水灣↔香港仔   | 2004年10月21日 | 城巴、新巴     | 法國空軍花式飛行表演結束                                                      |
| 81P 第1代 | 小西灣邨→寶馬山               | 1999年9月1日   | 城巴、新巴     | 配合路線重組，由新巴81S線（已取消並併入85P線）及城巴529P線（現名為85P線）取代 |
| R8A       | 迪士尼樂園↺迪欣湖             | 2007年5月12日  | 城巴、龍運巴士 | 客量不足，由R8線取代                                                          |
| R8S       | 迪士尼樂園↺青嶼幹線收費廣場   | 2005年9月19日  | 城巴、龍運巴士 | 配合迪士尼樂園中秋慶祝節目而開辦的臨時路線                                    |
| S1A       | 東涌站↔亞洲國際博覽館         | 2006年12月8日  | 城巴、龍運巴士 | 2006年世界電信展結束                                                          |
| S1B       | 機場一號停車場↔亞洲國際博覽館 | 2006年12月8日  | 城巴、龍運巴士 | 2006年世界電信展結束                                                          |
| T1 第1代  | 東涌↔新機場                   | 1998年6月8日   | 城巴、龍運巴士 | 機場新體驗活動結束                                                            |

## 居民巴士路線
| 編號             | 路線                                                      | 取消日期                                   | 營辦商         | 原因／替代路線 |
| ---------------- | --------------------------------------------------------- | ------------------------------------------ | -------------- | --- |
| HR36 (36R)       | 鴨脷洲（平瀾街）↔銅鑼灣（利園山道）                       | 2016年初                                   | 黃竹坑小巴服務 | 由城巴592線取代 |
| 37R              | 置富花園↔金鐘（樂禮街）                                   | 1995年3月27日                              | 城巴           | 改為專利巴士服務，編號改稱37M |
| HR41 (41R)       | 薄扶林花園↔灣仔                                           | /                                          | /              | / |
| HR43 (43R)       | 碧瑤灣（上）→中環（愛丁堡廣場）                           | 2012年5月                                  | 不詳           | 由香港島專線小巴28線取代 |
| HR61 (61R)       | 干德道（華庭閣）↔中環                                     | /                                          | /              | / |
| HR63 (63R)       | 阿公岩↺筲箕灣站                                           | 2012年6月2日                               | 進智公交       | 因長期虧損而停辦，由城巴85線取代 |
| HR83             | 貝沙灣南灣↔數碼港                                         | 不遲於2015年2月                            | 銀禧旅遊       | / |
| HR89             | 嘉名苑↺中環（昃臣道）                                     | 2020年12月                                 | 寰宇旅運       | / |
| HR90 (90R) 第1代 | 鴨脷洲邨→金鐘（西）                                       | 2002年5月21日                              | 城巴           | 由城巴90線取代 |
| 97R              | 利東邨→金鐘（西）                                         | 1998年3月16日                              | 城巴           | 併入90R線 |
| DB01P            | 愉景灣碼頭↺小蠔灣（政府維修廠）                           | 2006年12月4日                              | 愉景灣巴士     | 因接駁此線的城巴P21線客量不足而取消，此線亦同時停辦                                                                                    |
| DB01S            | 愉景北商場↔東涌站                                         | 2014年4月12日                              | 愉景灣巴士     | 由提升為每日服務的DB03P取代 |
| KR22             | 斧山（瓊東街）→尖沙咀（九龍公園徑）                       | 2017年11月                                 | 龍威旅運       | / |
| KR31 (31R)       | 廣田邨→金鐘站                                             | 約1995年                                   | /              | 由過海隧道巴士603線取代 |
| KR43             | 爾登華庭↺又一城                                           | 2012年4月                                  | 勝興旅運       | / |
| KR45             | 帝景峰↺九龍城（賈炳達道）                                 | 2014年9月                                  | 友聯旅遊       | / |
| KR53             | 啟德1號↺偉業街                                            | 2020年                                     | 駿昇巴士       | align="center |
| KR54             | 嘉匯↺偉業街                                               | 2020年                                     | 陽光巴士       | 港鐵屯馬綫一期通車 |
| KR55             | Oasis Kai Tak↺偉業街                                      | 2020年                                     | 俊和巴士       | 港鐵屯馬綫一期通車 |
| KR56             | 龍譽↺偉業街                                               | 2020年                                     | 利是達         | 港鐵屯馬綫一期通車 |
| NR102            | 天平邨↔尖沙咀                                             | /                                          | /              | / |
| NR103            | 嘉盛苑↺                                                   | 2011年11月13日                             | 展華旅運       | 營辦商放棄營辦，經嘉盛苑業主立案法團會議決定取消                                                                                       |
| NR105            | 綠悠軒↔上水站                                             | /                                          | /              | / |
| NR106            | 祥華邨↔長沙灣                                             | /                                          | /              | / |
| NR107            | 華慧園↔石湖墟街市                                         | /                                          | /              | / |
| NR108            | 天平邨→柴灣                                               | 2017年11月6日                              | 彭氏旅運       | / |
| NR110            | 天平邨→天后興發街                                         | 不遲於2019年4月                            | 陽光巴士       | / |
| NR111            | 奕翠園→天后興發街                                         | 2020年7月1日                               | 陽光巴士       | / |
| NR114            | 維也納花園↺上水站                                         | 2014年2月1日                               | 榮記運輸       | 併入NR13線 |
| NR11             | 華明邨→尖沙咀                                             | 2013年5月                                  | 迅達巴士       | / |
| NR12             | 華明邨↔長沙灣                                             | 2014年6月                                  | 迅達巴士       | / |
| NR15             | 彩園邨↔長沙灣                                             | 2013年11月                                 | 麗恩旅運       | / |
| NR16             | 蔚翠花園→上環                                             | 2015年5月                                  | 陽光巴士       | / |
| NR17             | 欣盛苑↔西灣河／銅鑼灣                                     | 2019年2月1日                               | 迅達巴士       | 隧巴678開辦後客量不足 |
| NR19             | 榮福中心→尖沙咀                                           | 2018年8月                                  | 忠承旅運       | / |
| NR201            | 厚德邨↔柴灣                                               | /                                          | /              | / |
| 待查             | 南豐廣場↔藍田站                                           | 2002年8月                                  | /              | 因地鐵將軍澳綫通車而取消 |
| 待查             | 慧安園↔藍田站                                             | 2002年8月                                  | /              | 因地鐵將軍澳綫通車而取消 |
| NR204            | 新都城↔藍田站                                             | 2002年8月                                  | /              | 因地鐵將軍澳綫通車而取消 |
| NR205            | 新寶城↔藍田站                                             | 2002年8月                                  | /              | 因地鐵將軍澳綫通車而取消 |
| NR206            | 東港城↔鰂魚涌站                                           | 2002年8月                                  | /              | 因地鐵將軍澳綫通車而取消 |
| 待查             | 東港城↔藍田站                                             | 2002年8月                                  | /              | 因地鐵將軍澳綫通車而取消 |
| 待查             | 海悅豪園↔藍田站                                           | 2002年8月                                  | /              | 因地鐵將軍澳綫通車而取消 |
| 待查             | 彩濤軒↔西貢（福民路）                                     | /                                          | /              | / |
| NR213            | 維景灣畔↔藍田站                                           | 2002年8月15日                              | 不詳           | 由新界區專線小巴108M線取代 |
| NR215            | 第1代：日出康城首都↺康城站 第2代：日出康城領都↺康城站     | 第1代：2010年12月1日 第2代：2012年10月28日 | 陽光巴士       | 連接日出康城首都至康城站的新行人通道啟用導致客量不足，後重投服務並改為來往日出康城領都至康城站，2012年取消並由新界區專線小巴112M線取代 |
| NR23             | 將軍澳景林邨↔荃灣（海盛路）                               | 2015年4月1日                               | 奔騰旅運       | / |
| NR316            | 荃威花園→火炭長瀝尾街                                     | 2017年7月17日                              | 奔騰旅運       | 因營運出現困難而放棄營辦 |
| NR318            | 荃景花園→觀塘偉業街                                       | 2017年7月31日                              | 奔騰旅運       | 因營運出現困難而放棄營辦 |
| NR321            | 麗都花園↔荃灣站                                           | /                                          | /              | / |
| NR325            | 海韻臺↔荃灣站                                             | /                                          | /              | / |
| NR338            | 珀麗灣↔中環（二號碼頭）                                   | 2020年5月1日                               | 珀麗灣客運     | 客量不足 |
| NR34             | 荃威花園→上環（中景道）                                   | 2013年9月1日                               | 現基           | 因車輛調配困難而停辦 九巴於2015年開辦934A代替此線服務                                                                                  |
| NR341            | 蔚景花園↔荃灣站                                           | 2017年3月                                  | 森美           | / |
| NR36 (36R)       | 海韻台↔荃灣站                                             | /                                          | /              | / |
| NR40             | 葵盛北（葵孝街）↔紅磡站                                   | 2012年                                     | 力高旅運       | / |
| NR42             | 長青邨↔紅磡站                                             | 2013年2月1日前                             | 雅高巴士       | / |
| NR43             | 青盛苑↔紅磡站                                             | /                                          | 雅高巴士       | / |
| NR44             | 青華苑↔紅磡站                                             | 2013年2月1日                               | 雅高巴士       | / |
| NR45             | 青衣邨→尖沙咀東                                           | 2018年2月28日                              | 雅高巴士       | / |
| NR46             | 青泰苑→尖沙咀東                                           | 2018年2月28日                              | 雅高巴士       | / |
| NR47             | 翠怡花園↔紅磡站                                           | 2018年7月4日                               | 雅高巴士       | / |
| NR402            | 青衣邨→灣仔                                               | 2018年7月                                  | 新世界旅運     | / |
| NR403            | 偉景花園→灣仔                                             | 2015年9月1日                               | 新世界旅運     | 客量不足 |
| NR405            | 灝景灣↺青衣站                                             | 1998年                                     | /              | 兩地步行可達，住宅入伙後不久便告取消                                                                                                   |
| NR55             | 富亨邨/頌雅苑↔新蒲崗                                      | /                                          | /              | |
| NR56             | 康樂園→灣仔                                               | 2013年4月                                  | /              | |
| NR504            | 太湖花園→尖沙咀                                           | 2014年4月                                  | 廣記汽車       | / |
| NR514            | 帝欣苑一期↺太和                                           | 2020年11月                                 | 冠忠遊覽車     | 帝欣苑一期改由NR537線覆蓋 |
| NR515            | 大學站↔水浪窩                                             | 2004年12月18日                             | 慈雲小巴       | 由新界區專線小巴807B線取代 |
| NR518            | 元嶺村↔大埔墟                                             | /                                          | /              | / |
| NR523            | 新翠山莊↔大埔墟站                                         | 2013年7月中                                | /              | / |
| NR525            | 比華利山別墅（邨內穿梭服務）                              | 2012年5月                                  | /              | / |
| NR526            | 黃宜坳村／美援新村↔大埔墟站                               | /                                          | /              | / |
| NR60 (60R)       | 沙田第一城↺大窩口站                                       | 2007年10月2日                              | 城巴           | 客量不足 |
| NR62 (62R)       | 沙田第一城↔九龍塘站                                       | 2013年9月30日                              | 城巴           | 馬鐵通車導致客量不足而長期虧損，最後服務日期為2013年9月27日                                                                            |
| N62R             | 沙田第一城↔九龍塘站                                       | 2006年1月29日                              | 城巴           | 馬鐵通車導致客量不足 |
| NR64 (64R)       | 美林邨↔尖沙咀                                             | /                                          | /              | / |
| NR67 (67R)       | 隆亨邨↔旺角（運動場道）                                   | /                                          | /              | / |
| NR68 (68R)       | 恆安邨↺顯徑邨                                             | 2004年8月2日                               | 開大旅遊       | 客量不足 |
| NR70 (70R)       | 華都花園↔荃灣站                                           | 2002年                                     | /              | / |
| NR703            | 豐景園↔紅磡站                                             | 2012年4月1日                               | 金威旅運       | 客量不足 |
| NR704            | 怡樂花園↔尖沙咀                                           | 2011年9月                                  | 東山旅遊       | / |
| NR713            | 豐景園→金鐘（海富中心）                                   | 2012年4月1日                               | 金威旅運       | 客量不足 |
| NR724            | 友愛邨↔灣仔                                               | 2013年1月                                  | 伍氏兄弟       | / |
| NR728            | 安定邨↔火炭桂地街                                         | 2018年2月28日                              | 伍氏兄弟       | 隨伍氏兄弟結束營業而停辦 |
| NR73 (73R)       | 置樂花園→荃灣站                                           | 2015年6月29日                              | 雅泰           | 客量不足 |
| NR78             | 新蒲崗→友愛邨                                             | 2018年4月                                  | CTBus          | / |
| NR734            | 大興邨↔紅磡碼頭                                           | /                                          | /              | / |
| NR735            | 翠寧花園↔紅磡碼頭                                         | 2018年2月                                  | 榮德勝         | / |
| NR736            | 友愛邨↔火炭（桂地街）                                     | 2013年1月                                  | 伍氏兄弟       | / |
| NR742            | 安定邨↔尖沙咀                                             | 2018年2月28日                              | 伍氏兄弟       | 隨伍氏兄弟結束營業而停辦 |
| NR744            | 友愛邨↔尖沙咀東                                           | /                                          | /              | / |
| NR746            | 澤豐花園↔紅磡碼頭                                         | /                                          | 大利巴士       | / |
| NR752            | 三聖邨↔上水站                                             | 2012年11月                                 | /              | / |
| NR755            | 綠怡居↔紅磡站                                             | 2016年8月                                  | 南記旅運       | / |
| NR756            | 綠怡居↔青衣站                                             | /                                          | /              | / |
| NR757            | 寶田中轉房屋↔荃灣站（大河道北）                           | /                                          | /              | / |
| NR81 (81R)       | 豐景花園／碧霞花園↔沙田站                                 | 2010年8月28日                              | 陽光巴士       | / |
| NR82 (82R)       | 顯徑邨↔紅磡站                                             | 2008年7月1日                               | 南記旅運       | / |
| NR89 (89R)       | 沙田第一城→灣仔（軒尼詩道） 銅鑼灣（威非路道）→沙田第一城 | 2014年11月24日                             | 城巴           | 由682C線取代 |
| NRN89 (N89R)     | 中環（港澳碼頭）→沙田第一城                               | 2011年4月11日                              | 城巴           | 客量不足，由N182線取代 |
| NR801            | 博康邨↔上環                                               | 2018年12月30日                             | 迅達巴士       | 由隧巴980A線取代 |
| NR802            | 怡成坊↔上環                                               | 2008年7月1日                               | 冠忠巴士       | / |
| NR804            | 新田圍邨↔中環                                             | 2009年10月                                 | 南海巴士       | / |
| NR806            | 黃大仙(盈鳳街)↺觀音花園                                   | 2025年5月3日                               | 租租巴         | 客量稀少引致長期虧蝕而放棄營運 |
| NR807            | 新田圍邨↔尖沙咀東                                         | /                                          | /              | / |
| NR808            | 文禮閣↔中環                                               | /                                          | 廣記汽車       | / |
| NR813            | 碧濤花園(第三期)↺九龍塘站                                 | 2019年10月1日                              | 晶晶           | 客量不足 |
| NR814            | 富安花園↔大學站                                           | /                                          | 陽光巴士       | / |
| NR816            | 廣源邨→美林邨                                             | 2017年9月1日                               | 迅達巴士       | 客量稀少引致長期虧蝕而放棄營運 |
| NR821            | 廣源邨→馬鞍山                                             | 2017年9月1日                               | 迅達巴士       | 客量稀少引致長期虧蝕而放棄營運 |
| NR825            | 利安邨↔屯門（河田街）                                     | /                                          | /              | / |
| NR827            | 錦英苑↔荔枝角                                             | 2015年3月16日                              | 發達汽車       | 由九巴286C加密班次取代 |
| NR828            | 頌安邨↔火炭（長瀝尾街）                                   | 2017年4月1日                               | 明裕           | 由新界區專線小巴801線取代 |
| NR830            | 沙田（銀禧花園）↺黃大仙站                                 | 2003年5月                                  | 香港仔專線小巴 | 客量不足 |
| NR95 (95R)       | 朗屏邨↔上水站                                             | 2018年2月14日                              | 上朗旅運       | / |
| NR96 (96R)       | 朗屏邨↔紅磡站                                             | /                                          | 迅達巴士       | / |
| NR97             | 朗屏邨↔灣仔                                               | 2018年7月                                  | 迅達巴士       | / |
| NR98 (98R)       | 朗屏邨↔尖沙咀                                             | 2014年8月                                  | 迅達巴士       | 西鐵九龍南綫通車導致客量不足 |
| NR99             | 朗屏邨↔↔觀塘（偉業街）                                    | 2018年6月1日                               | 迅達巴士       | 因營運出現困難而放棄營辦 |
| NR901 (901R)     | 嘉湖山莊翠湖居↔荃灣站                                     | 2018年7月3日                               | 冠忠巴士       | 客量不足 |
| NR903 (903R)     | 嘉湖山莊美湖居→灣仔菲林明道                               | 2006年4月10日                              | 城巴           | 因營運出現困難而取消有關路線，並由969B取代                                                                                             |
| NR904 (904R)     | 嘉湖山莊樂湖居→中港碼頭                                   | 2018年7月3日                               | 冠忠巴士       | 西鐵九龍南綫通車導致客量不足 |
| NR905 (905R)     | 嘉湖山莊樂湖居↔荃灣站                                     | 2006年8月20日                              | 城巴           | 城巴撤出嘉湖山莊居民巴士服務，由冠忠接辦，並併入居民巴士NR901線                                                                        |
| NR907 (907R)     | 嘉湖山莊美湖居→上水站]]                                   | 2020年4月22日                              | 冠忠巴士       | 客量長期不足及營運成本不斷增加 |
| NR908            | 天美街→銅鑼灣 灣仔→俊宏軒                                 | 2018年8月                                  | 萬宜巴士       | / |
| NR909            | 天耀邨→觀塘(偉業街) 觀塘(偉業街)→天澤邨                   | 2019年2月1日                               | 萬宜巴士       | / |
| NR911 (911R)     | 元朗（鳳翔路）↔中環（林士街）                             | 1998年8月24日                              | 城巴           | 由陽光巴士NR945線取代 |
| NR912 (912R)     | 元朗（東堤街）↔中環（林士街）                             | 1998年8月24日                              | 城巴           | 由陽光巴士NR945線取代 |
| NR916 (916R)     | 新元朗中心↔上水站                                         | 1997年                                     | 九鐵巴士       | 與95R（現稱NR95）合併 |
| NR920 (920R)     | 元朗（鳳攸街北）↔尖沙咀東（加連威老廣場）                 | /                                          | 大利巴士       | / |
| NR921 (921R)     | 嘉湖山莊翠湖居↔荃灣站                                     | 2006年8月20日                              | 城巴           | 城巴撤出嘉湖山莊居民巴士服務，由冠忠接辦，並併入居民巴士NR901線                                                                        |
| NR923            | 加州豪園↺上水站                                           | 2012年3月1日                               | 冠利           | 加州花園和加州豪園巴士服務重組，併入居民巴士NR913線                                                                                    |
| NR924            | 加州豪園↺元朗（阜財街）                                   | 2012年3月1日                               | 冠利           | 加州花園和加州豪園巴士服務重組，併入居民巴士NR914線                                                                                    |
| NR925 (925R)     | 嘉湖山莊美湖居→灣仔菲林明道 灣仔告士打道→嘉湖山莊美湖居   | 2006年4月10日                              | 城巴           | 因營運出現困難而取消有關路線，並由969B取代                                                                                             |
| NR926            | 豐年路→北角 西灣河→朗屏邨                                 | 2018年7月                                  | 迅達巴士       | / |
| NR927            | 朗屏邨↔沙田插桅杆街                                       | 2017年12月30日                             | 迅達巴士       | / |
| NR929            | 元朗(青山公路)↔火炭山尾街                                 | 2018年2月1日                               | 大利巴士       | / |
| NR930            | 天瑞邨↔沙田                                               | /                                          | /              | / |
| NR931            | 天恆邨↔尖沙咀東                                           | 2012年12月                                 | 大利巴士       | / |
| NR932            | 長沙灣→天恆邨                                             | /                                          | 大利巴士       | / |
| NR933            | 元朗(豐樂里)→沙田插桅杆街                                 | 2014年5月                                  | 迅達巴士       | / |
| NR934            | 天祐苑↔九龍城碼頭                                         | /                                          | /              | / |
| NR939            | 錦田公路↔屯門（湖翠路／湖山路）                           | 2012年6月                                  | 陽光巴士       | / |
| NR942            | 錦田公路↔屯門碼頭                                         | /                                          | /              | / |
| NR944            | 紫翠花園↔尖沙咀                                           | 2017年7月                                  | 萬宜巴士       | / |
| NR946            | 金碧花園↔尖沙咀                                           | /                                          | 永業旅運       | / |
| NR947            | 加州花園↺青衣站                                           | 2006年                                     | 冠忠巴士       | 西鐵通車導致客量不足，經加州花園業主會議，投票決定取消，而原行走NR947的車輛則改為行走NR915                                             |
| NR952            | 振興新村↺元朗（壽富街）                                   | /                                          | /              | / |
| 待查             | 御豪山莊↔青衣站                                           | /                                          | /              | / |

## 外部連結
- http://www.i-busnet.com/history/ （页面存档备份，存于）
- http://hk.knowledge.yahoo.com/question/?qid=7006071403443
- http://ushb.net/rtinfo/history/index.htm （页面存档备份，存于）
- http://www.681busterminal.com/cancel.html （页面存档备份，存于）
- https://web.archive.org/web/20041025020423/http://hk.geocities.com/ntoreg/busroutehistory.htm